# Vízakna

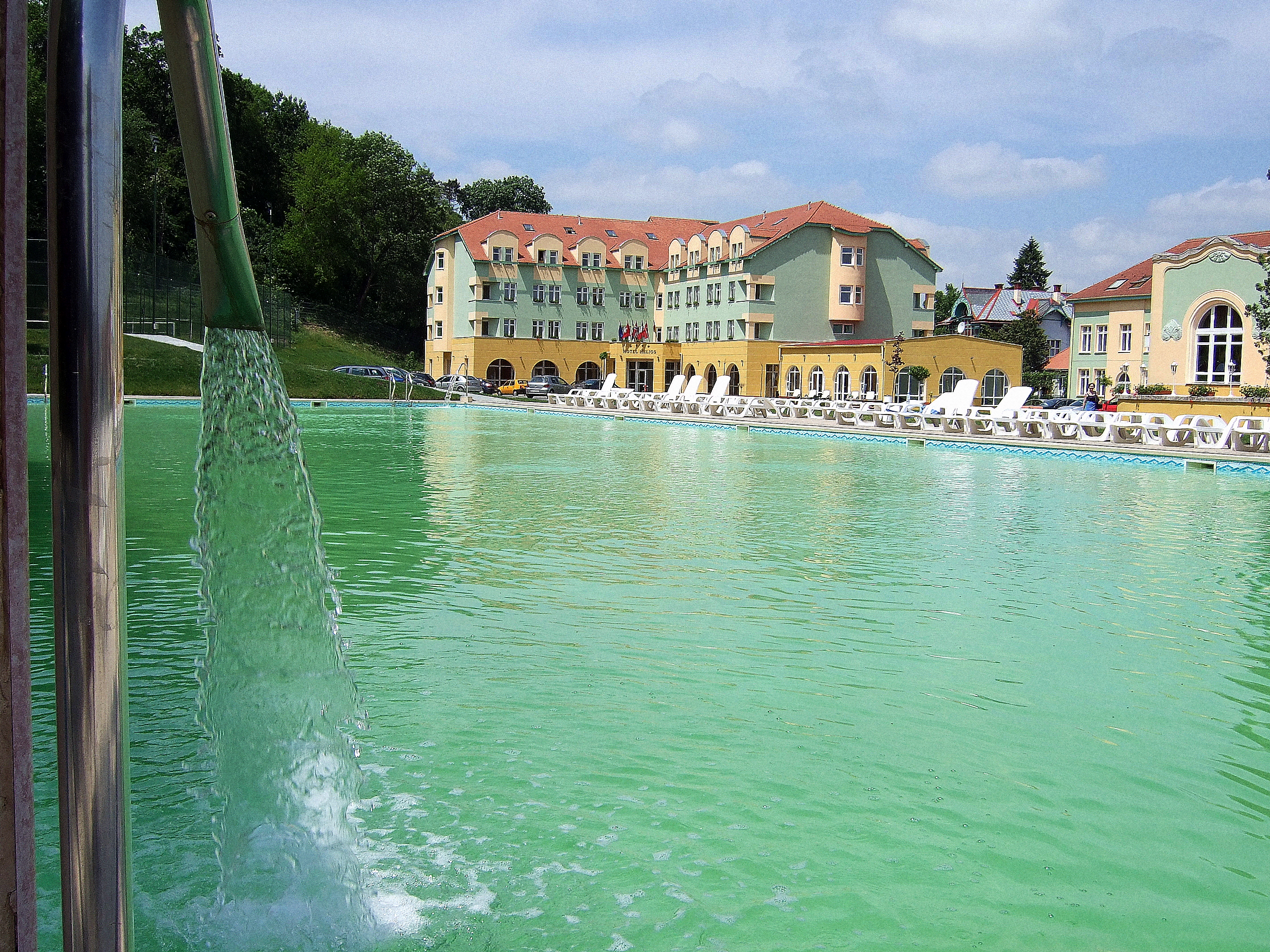
Sós vizű medence

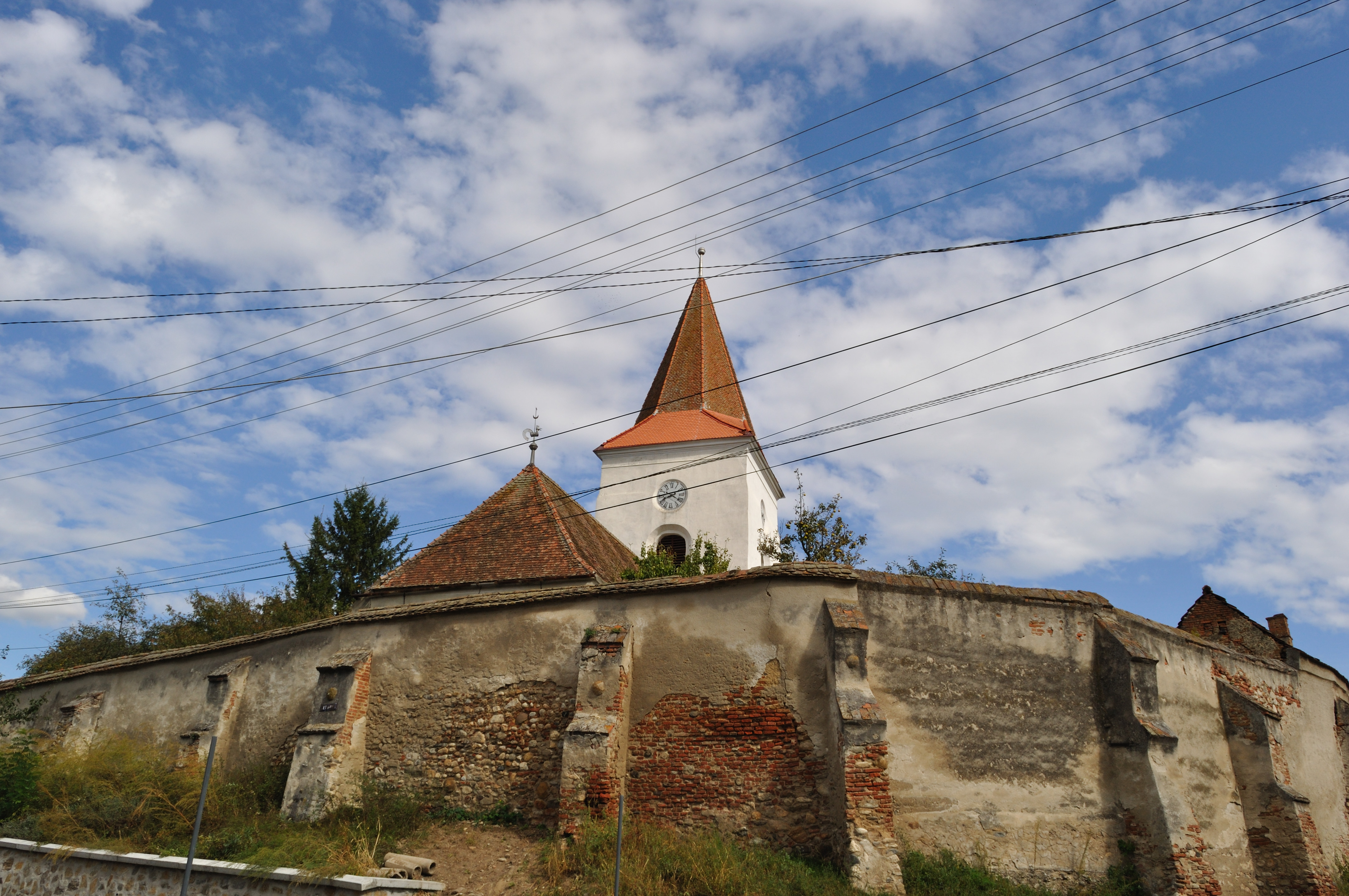
A református templom

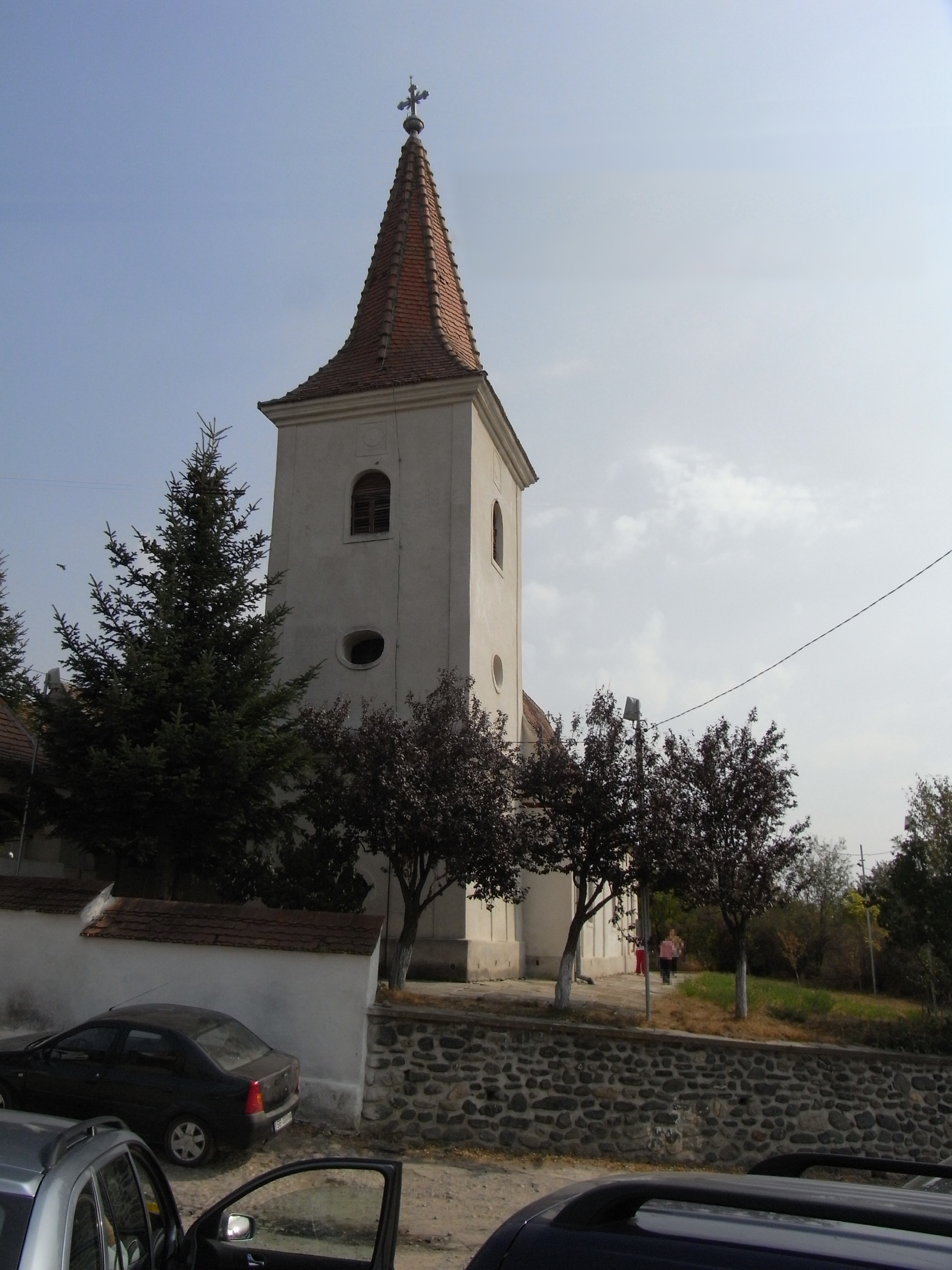
Az Urunk színeváltozása ortodox templom

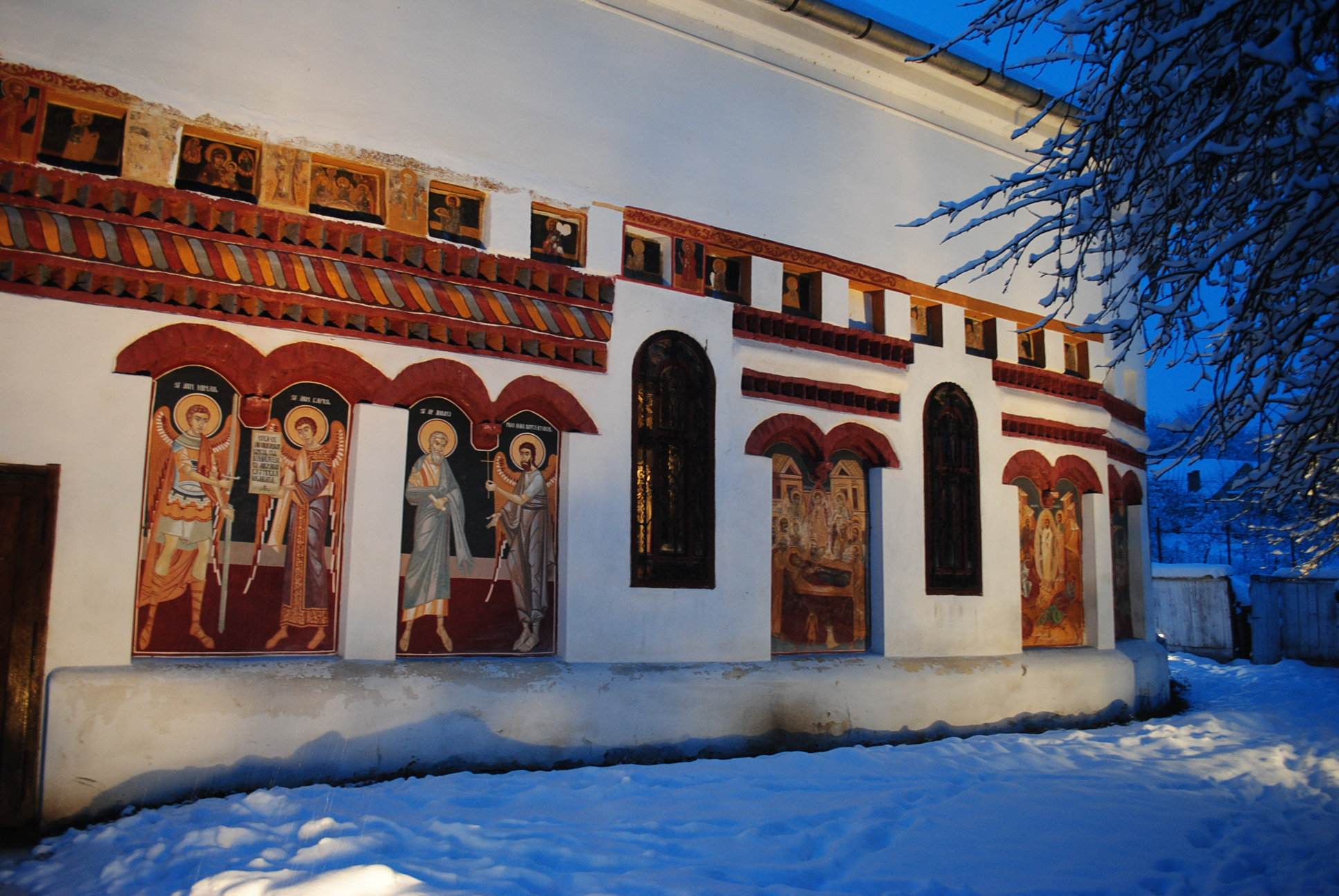
A Mihály és Gábriel arkangyalok ortodox templom külső falfestése

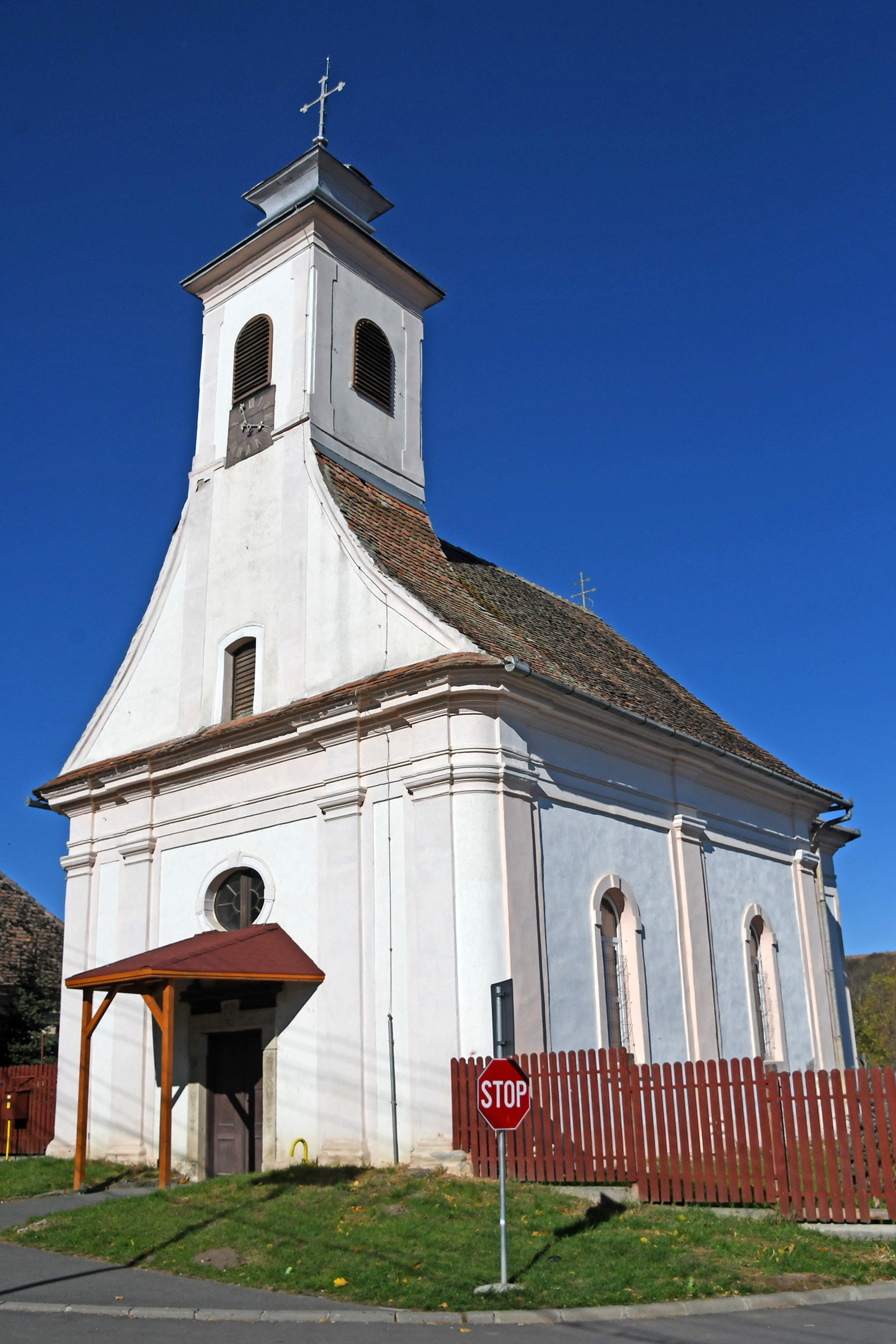
A római katolikus templom

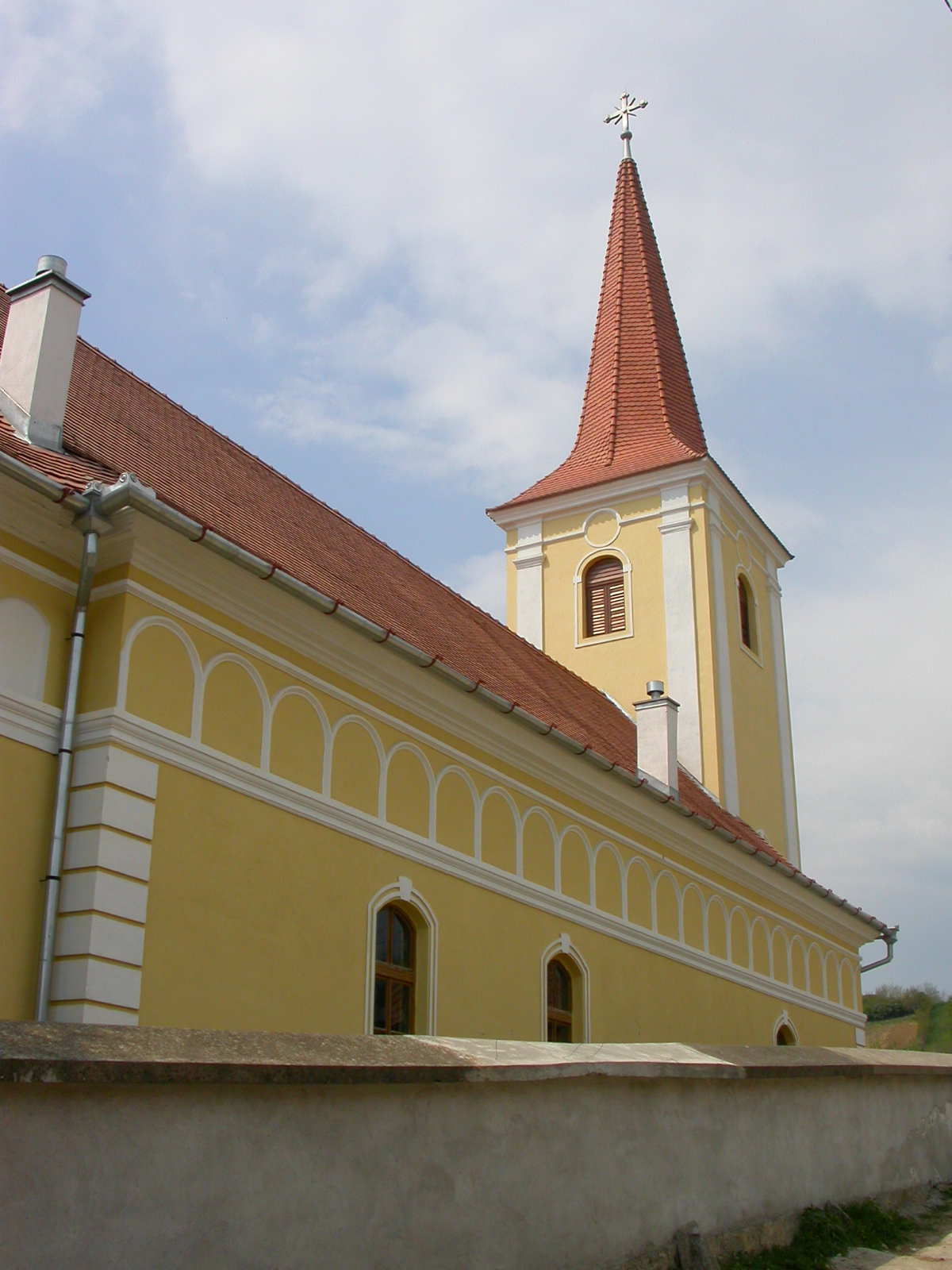
A Keresztelő Szent János ortodox templom

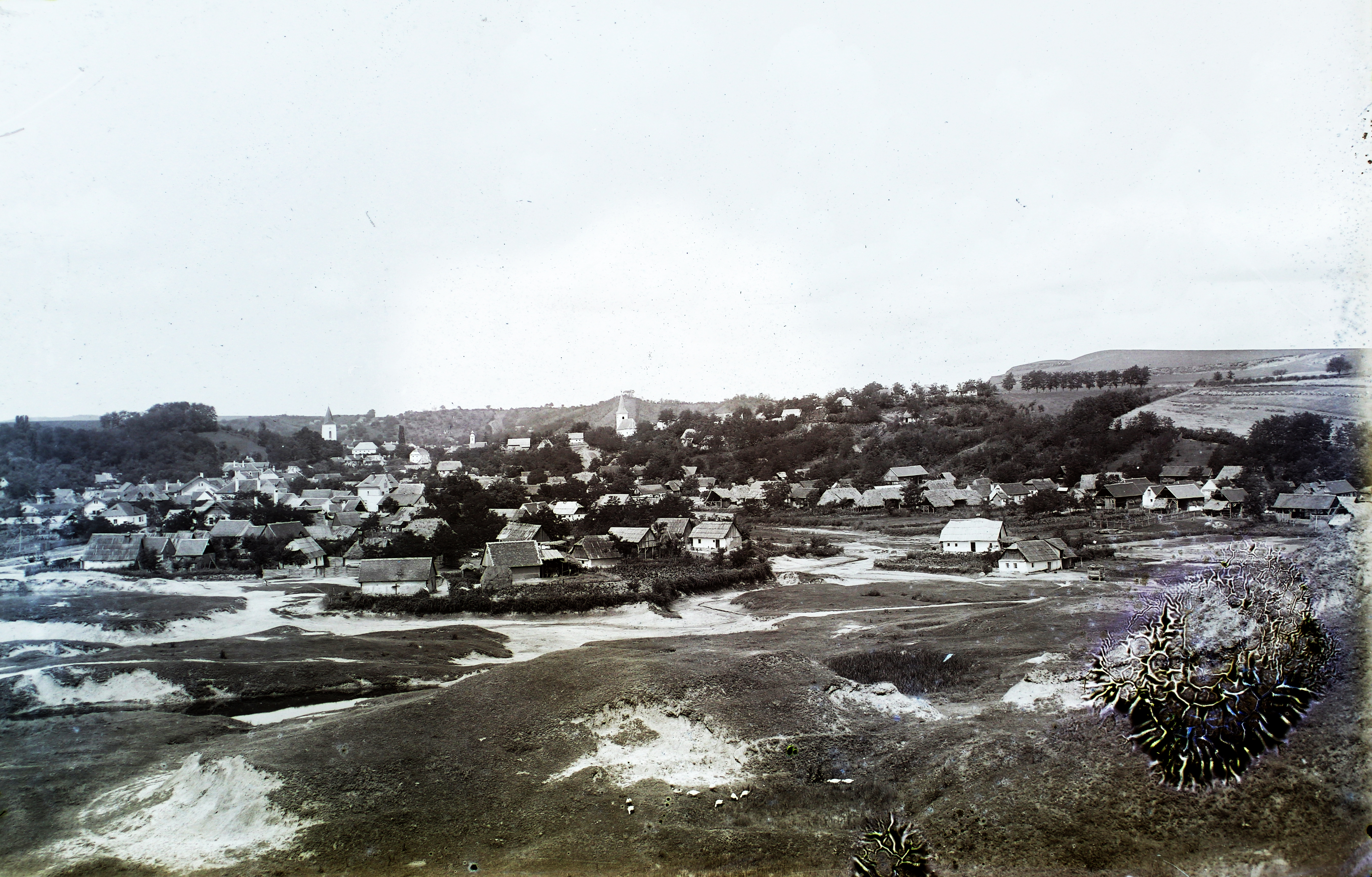
Látkép 1914-ből

Vízakna (románul: Ocna Sibiului, korábban Vizocna vagy Ocna, németül: Salzburg, szász nyelven Zâltsbriχ, latinul: Salisburgum) város Romániában, Szeben megyében.

## Fekvése
Nagyszebentől 18 km-re északnyugatra fekszik. 8521 hektáros területéből 3437 (40%) szántó, 2654 (31%) legelő, 1185 (14%) erdő, 298 (3,5%) szőlő. Sok helyütt sóelőbukkanások figyelhetők meg.

## Nevének eredete
Neve a Viza (Víz, románul: Vișa, németül: Weiß) nevű patak melletti sóbányára (akna) utal. A patak neve vagy a nyelvjárási német wiß ('fehér') szóból való, vagy esetleg besenyő eredetű. Először 1263-ban Vyz, majd 1291-ben Vyzacna, 1309-ben és később de Salisfodio vagy Salisforio alakban írták.

## Népessége
- 1785-ben 2991 lakosa volt. Az egyes egyházak összeírásai 1766-ban 683 reformátust és 31 evangélikust, 1785-ben 292 ortodox családfőt (a vármegye 312-t), 1790-ben 284 görög és 195 római katolikust találtak.[5]
- 1850-ben 3709 lakosából 2445 volt román, 1148 magyar, 84 cigány és 22 német nemzetiségű; 2098 ortodox, 1008 református, 432 görögkatolikus, 130 római katolikus és 41 evangélikus vallású.
- 1910-ben 4048 lakosából 2649 volt román, 1232 magyar, 104 cigány és 62 német anyanyelvű; 2433 ortodox, 954 református, 327 görögkatolikus, 230 római katolikus, 68 evangélikus és 33 zsidó vallású.
- 2002-ben 3883 lakosából 3404 volt román, 404 magyar és 60 cigány nemzetiségű; 3383 ortodox, 338 református és 73 római katolikus vallású.

## Története
A vízaknai sótömzs egy 1300 méteres nagy- és 600 méteres kistengelyű ellipszist alkot, mélységét 1000–1200 méteresre becsülik. A sót a római időktől 1932-ig szinte folyamatosan kitermelték.
A városka melletti dombon római castrum és település maradványait tárták fel. Az Andreanumban II. András megengedte az Erdélyben megtelepedő hospeseknek, hogy Szent György, Szent István és Szent Márton ünnepei táján nyolc napig szabadon hordják a sót Vízaknáról. Gerébjei a középkorban, a sónak köszönhetően a Királyföld leggazdagabb uraivá váltak. Az erdélyi püspök kivégeztette Alardus nevű gerébjét, aki a tizedfizetés megtagadására buzdított. Bosszúból a szászok 1277. február 21-én, Alardus fia, Gaan vezetésével kirabolták és felgyújtották a gyulafehérvári székesegyházat.
A gerébek diplomáciájának köszönhetően 1350 után elszakadt a Királyföldtől és Fehér vármegye részévé vált, de 1853-ig királybírót választott és életben maradt benne a speciális szász törvénykezés. A Szelistye vidéki románoknak valószínűleg joguk és kötelességük volt, hogy a kitermelt sóért egy részéért cserébe sóbányáit műveljék. Nagy Lajos 1375-ben engedélyezte jobbágyok letelepedését, amit 1615-ben Bethlen Gábor is megerősített.
Az 1418-ban fellázadt sóvágókat Ozorai Pipó erőszakkal kényszerítette szolgálataik teljesítésére. A szászok mellett először 1464 és 1465 között kerültek magyar polgárok is a városi tanácsba. Gerébje, Vízaknai Miklós 1467-ben részt vett a Mátyás elleni felkelésben. A felkelés leverése után Mátyás megerősítette polgárainak II. Andrástól nyert kiváltságait, a szabad folnagyválasztás és a sóbányászathoz szükséges fa kitermelésének jogát. A 16. század elejétől szászok és magyarok paritásos alapon vezették. A 16–17. században a királybírói tisztséget a nürnbergi származású Haller család tagjai viselték.
A templom lelkésze 1585-től volt református, mellette szász lutheránus segédlelkész szolgált a 18. századig, és a templomot közösen használta a két gyülekezet. Református iskolájában a 17. században sok nagyszebeni szász ifjú tanult meg magyarul. Vezetésében a 17. század második felében kerültek túlsúlyba a magyarok. Teleki Mihály magyarországi felkelőket (kurucokat) telepített be. Az evangélikus vízaknai szászok a 19. század elejére elmagyarosodtak. Az evangélikus egyház 1894-ben szűnt meg. Református egyháza viszont egészen 1850-ig a szász evangélikus püspökök felügyelete alá tartozott.
Az első vízaknai céhet, a mészárosokét, 1657-ben alapították. A legjelentősebbekké a fazekasok váltak. Őket először 1764-ben említették mint a nagyszebeni fazekasok riválisait, négy évvel később pedig az akkor 27 fazekas már szervezett keretek között dolgozott. (1821-ig 43-ra, 1881-ig 57-re nőtt a számuk, és többségük a fazekasokról elnevezett utcában lakott). 1791-ben a csizmadiák, 1795-ben a szűcsök, 1796-ban a szíjgyártók, 1825-ben az asztalosok szerveződtek céhekbe. 1721-ben 159 polgár, 127 szabados és nemes, 72 sóvágó és 23 zsellér családfőt, 1750-ben 352 háztartást írtak össze. 1766-ban református egyháza 358 férfit és 325 asszonyt, evangélikus egyháza 14 férfit és 17 asszonyt számlált. 1772-ben és 1780-ban új aknákat nyitottak meg és valószínűleg ennek köszönhető, hogy 1791-ben 158 polgár, 150 szabados, 35 zsellér és 12 cigány mellett már 224 sóvágó szerepelt a családfők között. Sóbányászata a 19. század elején, a marosújvári bányászat felívelésével párhuzamosan hanyatlott le. Utcahálózatát 1834-ben szisztematizálták. Az utcákat általában szélesítették, több sikátort megszüntettek, több utcapárt egyesítettek. Az új házak ezt követően zárt utcarendben épültek.
1848 októberében két felkelő csapattal szemben is Ioan Moldovan főbírónak, a román nemzetőrség parancsnokának fellépése mentette meg a vízaknai magyarokat. Moldovan letétette a fegyvert a magyar nemzetőrség tagjaival, garantálva bántatlanságukat. 1849. február 4-én itt került sor a vízaknai ütközetre, Bem erdélyi hadjáratának egyik legvéresebb vesztes csatájára. A háromszáz halott honvédet a csata után az 1817-ben, a Visszhang nevű tárna helyén keletkezett Nagyakna-tó-ba dobták, ahonnan 1890-ben egy felhőszakadás hét tetemet csaknem ép állapotban dobott felszínre. Őket ezután egy 1880-ban felállított emlékkereszt mellé temették el (az emlékkereszt egy csuszamlás miatt később a tóba dőlt). Később még több alkalommal vetett fel a víz honvédholttestet a Honvéd tó névre keresztelt tóban, utoljára 1970-ben.
1871-től rendezett tanácsú város és Alsó-Fehér vármegye Vízaknai járásának székhelye volt. Ugyanezen évben kapcsolódott be a vasúti hálózatba, a Nagyszeben–Kiskapus-vonal megépülésével. A 20. század elején a tagosítás ügye élezte ki a szociális ellentéteket, a tervek ugyanis a módosabb birtokosoknak kedveztek volna. A munkák kijelölt megkezdése előtt, 1914-ben öt szegényebb vízaknai lakos éjszaka betört a városháza épületébe, ellopták és a mezőn elégették a tagosítás térképét és teljes dokumentációját.
Az 1850-es években még évi 5500 tonna kősót termeltek ki, a bányában 1865-ben 55 sóvágó dolgozott. 1860-ban elhelyezték a városból a sóhivatalt. 1871-től a sót is vasúton szállították el. 1900 körül már csak az Ignác-tárná-t művelték, azt is csak télen. 1920 után már csupán tíz-tizennégy bányász dolgozott, ők is csak a téli hónapokban, mivel a kitermelést állandó vízszivárgás nehezítette, és a kitermelhető só tisztasága is alacsony volt. A sóbányászatot 1931-ben fejezték be végleg.

## Látnivalók
- A Lechner Ödön „magyaros szecessziós” stílusától ihletett gyógyszálló Bálint Zoltán és Jámbor Lajos tervei szerint, 1906–1908-ban épült.  A már romossá vált fürdőt 1997 és 2006 között felújították, részben lebontották.

A sóbányák aknáinak beomlása által képződött, sós vizű tavakban már korábban is fürödtek, de az első vegyi elemzést Pataki Sámuel végezte 1820-ban. 1846-ban avatták fel az első vízaknai fürdőt. A tíz sós vizű tó heliotermikus: felszínükön vékony édesvizű réteg található, amely kevésbé sűrű és meleg, mint a mélyebben lévő sós víz. Nádasdy Ferenc földbirtokos saját családja részére 1835 és 1844 között építtetett a Vörös-tó mellé négy öltözőkabint. 1844-ben Haller József nyújtott be kérvényt a kamarai kincstárnak állandó fürdő létesítésére. A víz gyógyhatását az 1840-es és 1850-es években a város első orvosa, középajtai Kósa Mózes népszerűsítette. 1846-ban a Vörös-tó korábbi épületét cölöpökön álló újabbra cserélték föl, a Vörös- és a Zöld-tó körül elegyengették a terepet és néhány sétányt alakítottak ki. Az első árendás, a helyi Kovács Sándor 1847-ben a Zöld- és a Thököly-tóhoz is fürdőkabinokat épített és egy éttermet nyitott a tóparton. A fürdésért a Vízaknán dolgozó hivatalnokoktól és a főként Nagyszebenből érkező fürdővendégektől díjat szedett, a helyiek azonban a szabályzat értelmében ingyen fürödhettek a tavakban. A város 1856 és 1858 között egy tíz melegvizes kádat tartalmazó fürdőépületet emeltetett téglából, akácokból és rózsákból parkot alakíttatott ki, olvasótermet, kávéházat nyitott és bekerítette a tavakat. 1885-ben a város keleti részén fekvő Vízaknafürdő saját vasúti megállóhelyet kapott.
- A tíz sóstó közül négy (a Belső- és Külső-Vörös és a Belső- és Külső-Zöld-tó) található a fürdőkomplexum területén, a legtöbb pedig a város, a vasút, a főút és a késgyár közötti területen. Utóbbiak közül az egykori Ferenc-akna helyén 1775-ben keletkezett, 34,5 méteres mélységű Feneketlen-tó természetvédelmi terület, jelentős sórákpopuláció élőhelye. A Thököly- (Brâncoveanu-) tó Románia legmagasabb sókoncentrációjú tava (415 g/l). A várostól északra fekvő, 18. századi eredetű és 132,5 méter mély Nagyaknát (Honvéd-tó, Lacul Mare v. Avram Iancu, Grosse Grube) Románia legmélyebb ember alkotta tavának tartják.
- Református temploma eredetileg román stílusban, a 13. század elején épült. Déli kapuzatában faragott életfa látható, mitikus lényekkel. 1441-ben a portyázó törökök lőszerraktárként használták és Hunyadi János közeledtének hírére felrobbantották. Ezután kapott gótikus külsőt. Védőfal veszi körül. A református egyház árvaházat is fenntart, nevelőszülői lakásokkal.
- A Mihály és Gábriel arkangyalok ortodox templom 1701-ben, Constantin Brâncoveanu fejedelem adományából, egy korábbi templom helyén épült. Falfestményei 1723-ból valók. Szintén védőfal keríti.
- A Keresztelő Szent János ortodox templom a 18. században, a római katolikus templom a 18. század utolsó harmadában, az Urunk színeváltozása ortodox templom 1790 és 1805 között épült.
- A 2000-es évek végén létesült a városi múzeum.

## Gazdasága
- ICOS rozsdamentes evőeszközök gyára („késgyár”).[7]
- Idegenforgalom (több szálloda).

## Híres emberek
- Itt született 1668 körül Bereck (latinosan Briccius) György orvos.
- Itt született 1798. január 25-én Szász Károly politikus, vallás- és közoktatási minisztériumi államtitkár, matematikus, a Magyar Tudományos Akadémia rendes tagja.
- Itt született 1824-ben Bányai Júlia honvédszázados, az 1848–49-es forradalom és szabadságharc hősnője.
- Itt született 1802-ben és hunyt el Herepei Károly református lelkész, főiskolai tanár, az MTA levelező tagja.
- Itt született 1870-ben Szőcs Géza tanár, Eminescu egyik első magyar fordítója.
- Itt született 1905-ben Koppány Vilmos százados. 1942. nov. 1-jén a 12/III. zászlóalj parancsnokaként vonult el a 2. hadsereg Don menti hadszínterére. A hadműveleti területre történt vasúti szállítás közben, a Lengyel Főkormányzóság területén, Szuchedniow község közelében  vasúti szerencsétlenség következtében életét vesztette.[8]
- Itt született 1913-ban Gergely Jenő jogász, jogi szakíró, közíró, egyetemi oktató.
- 1869. áprilistól 1870. februárig[9] a város országgyűlési képviselője Szőcs Sándor.
- 1870. márciustól 1886. októberig a város országgyűlési képviselője Korizmics László.

## Vízakna az irodalomban
- Az ütközet emlékét örökíti meg Petőfi Négy nap dörgött az ágyú... című költeménye, első versszakában.
- Részben vízaknai történéseket rögzít Mészöly Miklós Pontos történetek útközben című prózakötete. Mészöly felesége, Polcz Alaine rokonainál járt Vízaknán. Itt játszódik Polcz Alaine kisregénye, a Karácsonyi utazás is, illetve részben itt játszódik Polcz Alaine Gyermekkorom című kötetének több jelenete is, melyben a családi szálak mellett szintén szó esik a tavakban történő fürdőzésről, az előkerült honvéd holttestekről és az azokról készült korabeli, később eltűnt rajzokról, a Thököly-oszlopról is.
- Nagyrészt itt játszódik Cseres Tibor Vízaknai csaták című regénye.

## Képek

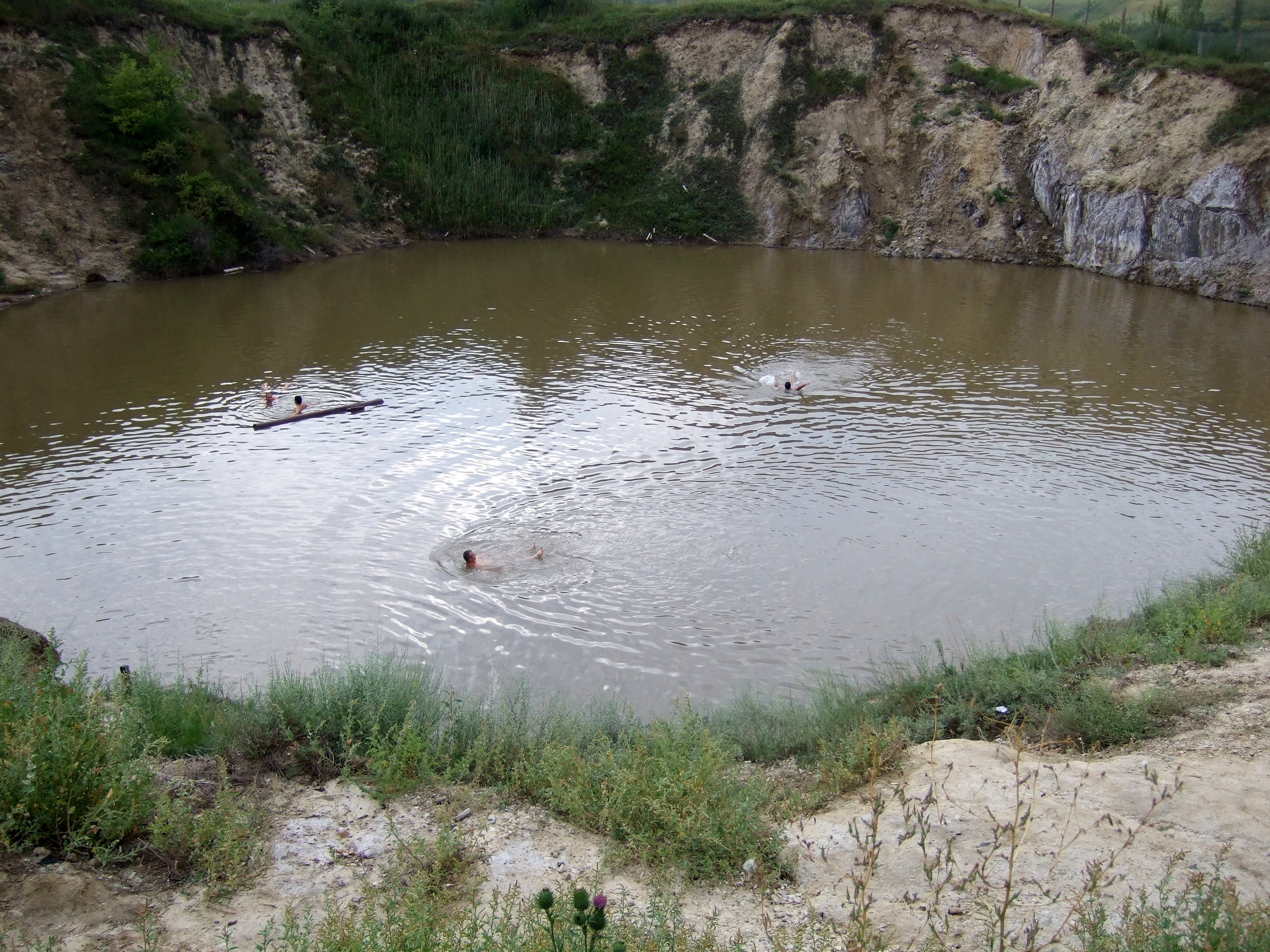
Thököly-tó
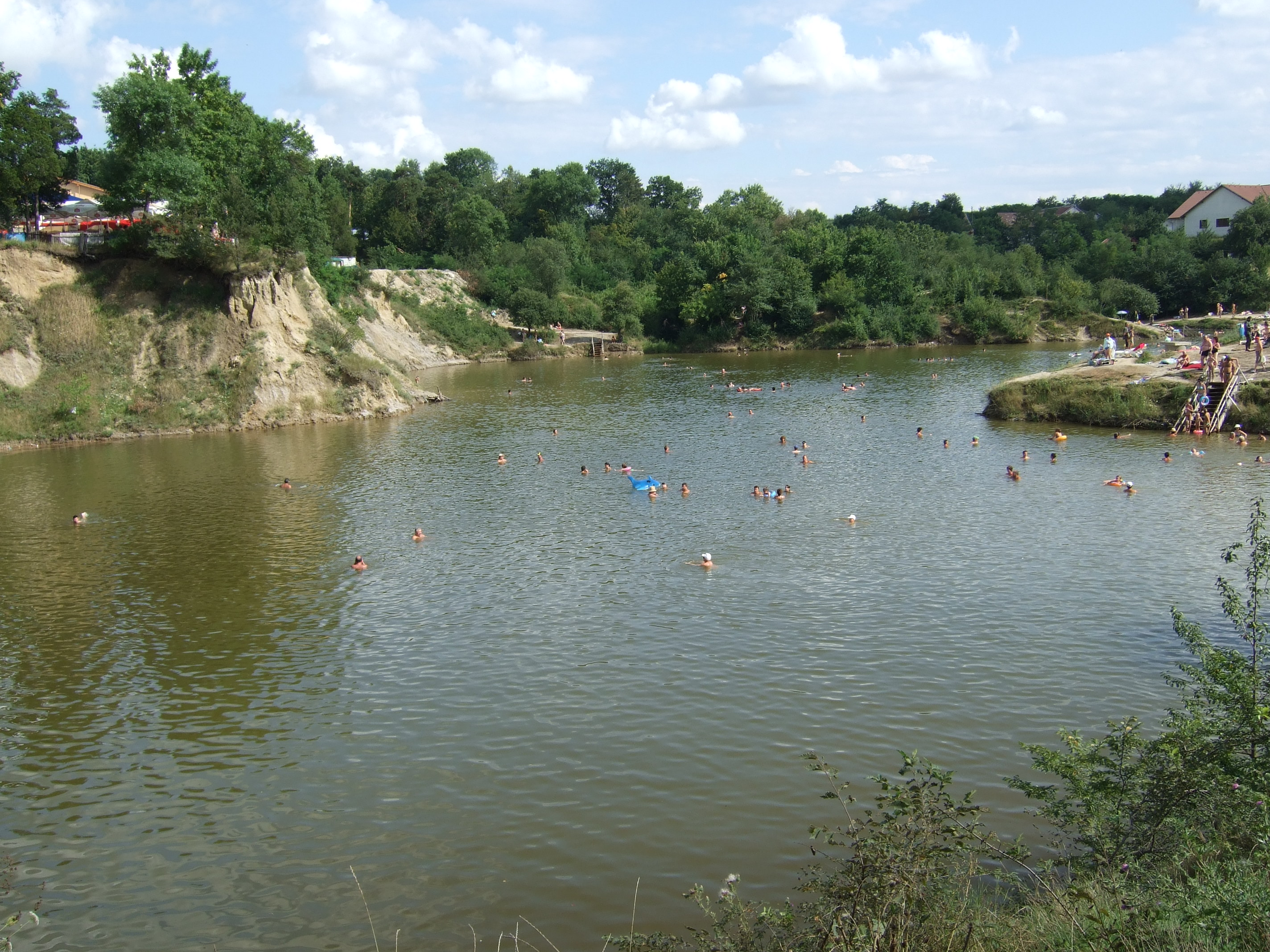
A Honvéd-tó/Nagyakna
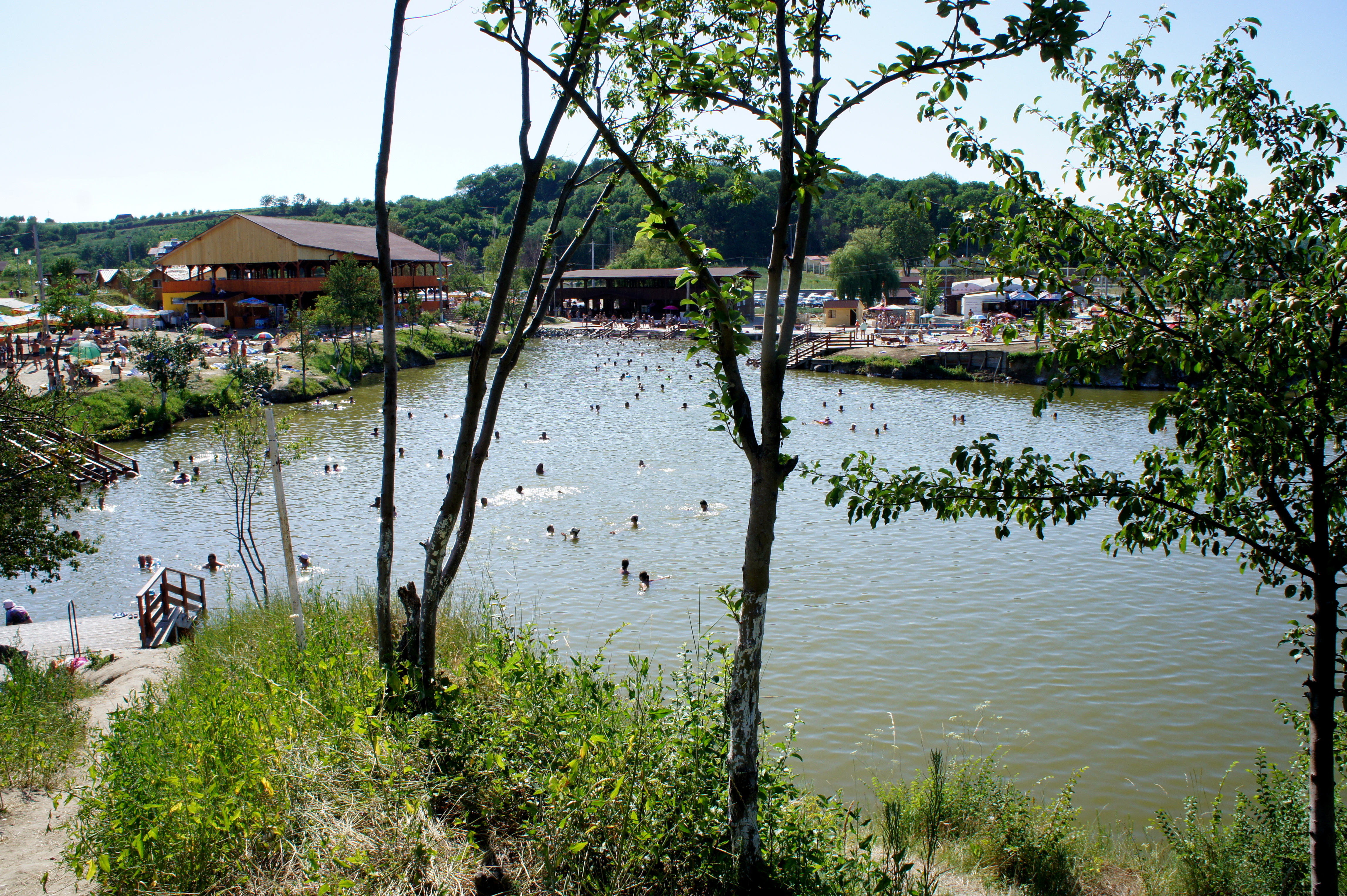
Az 1817-ben felhagyott Kisakna helyén 1899-ben keletkezett tó.
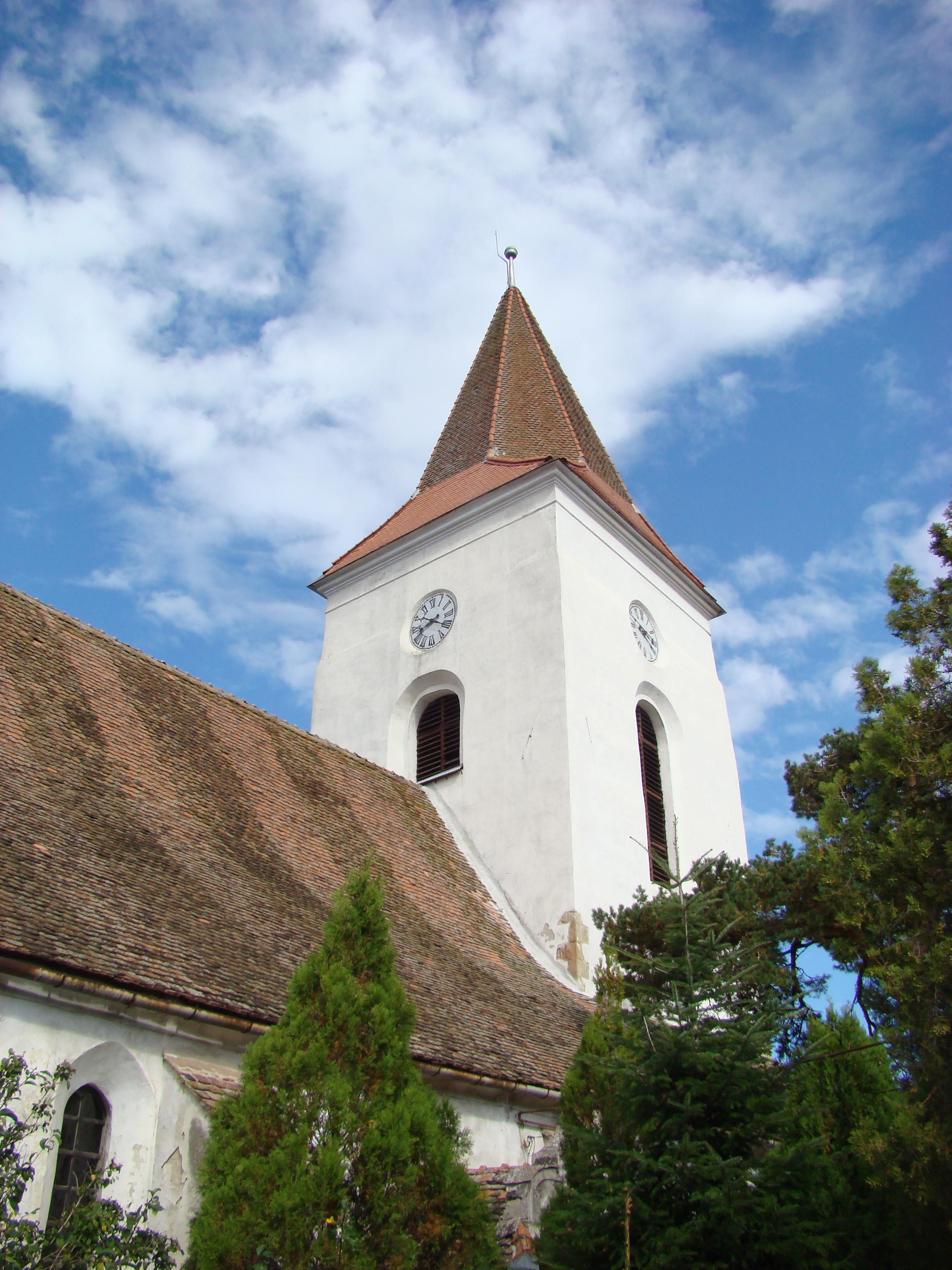
A református templom
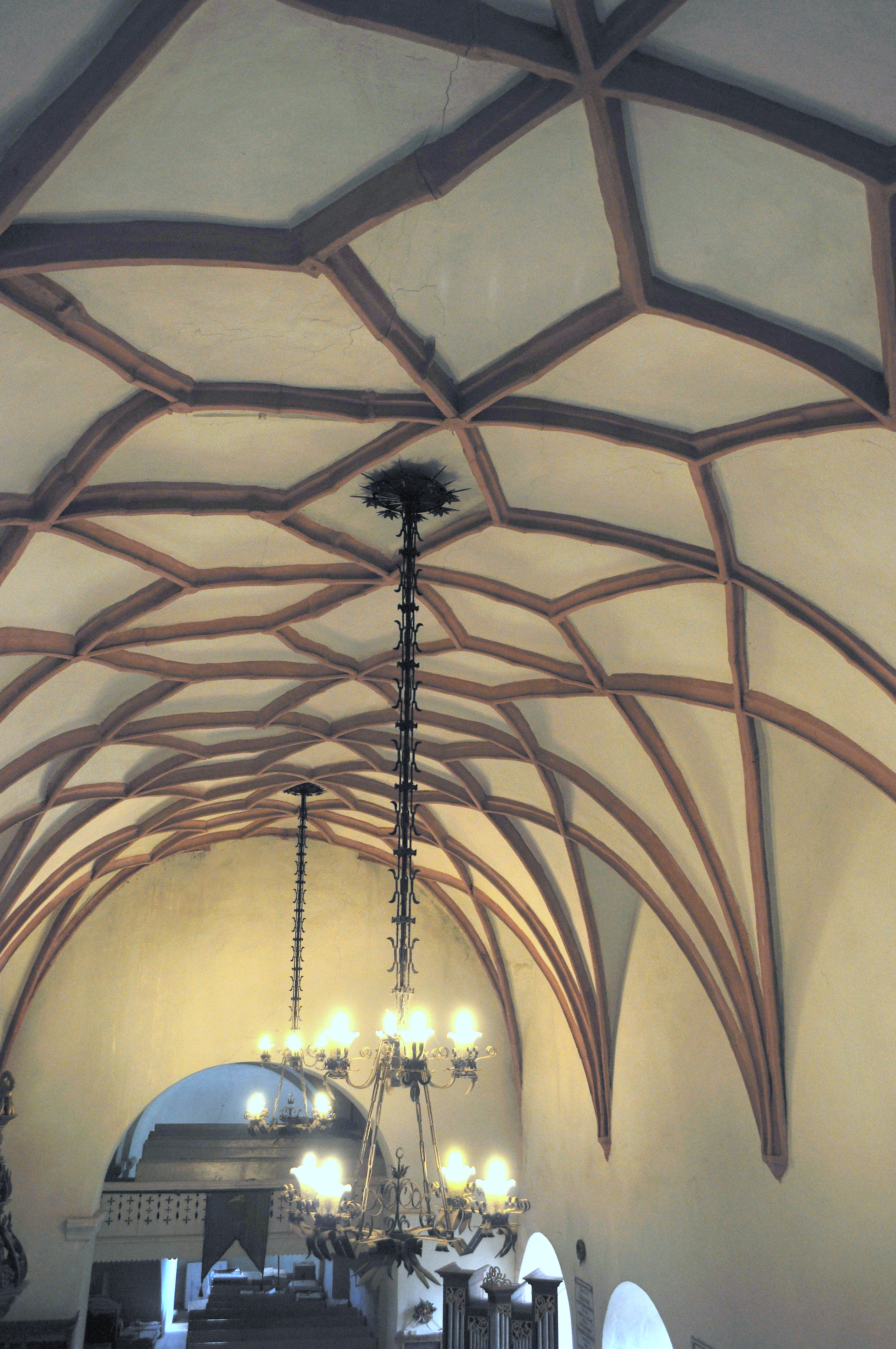
A templom mennyezete
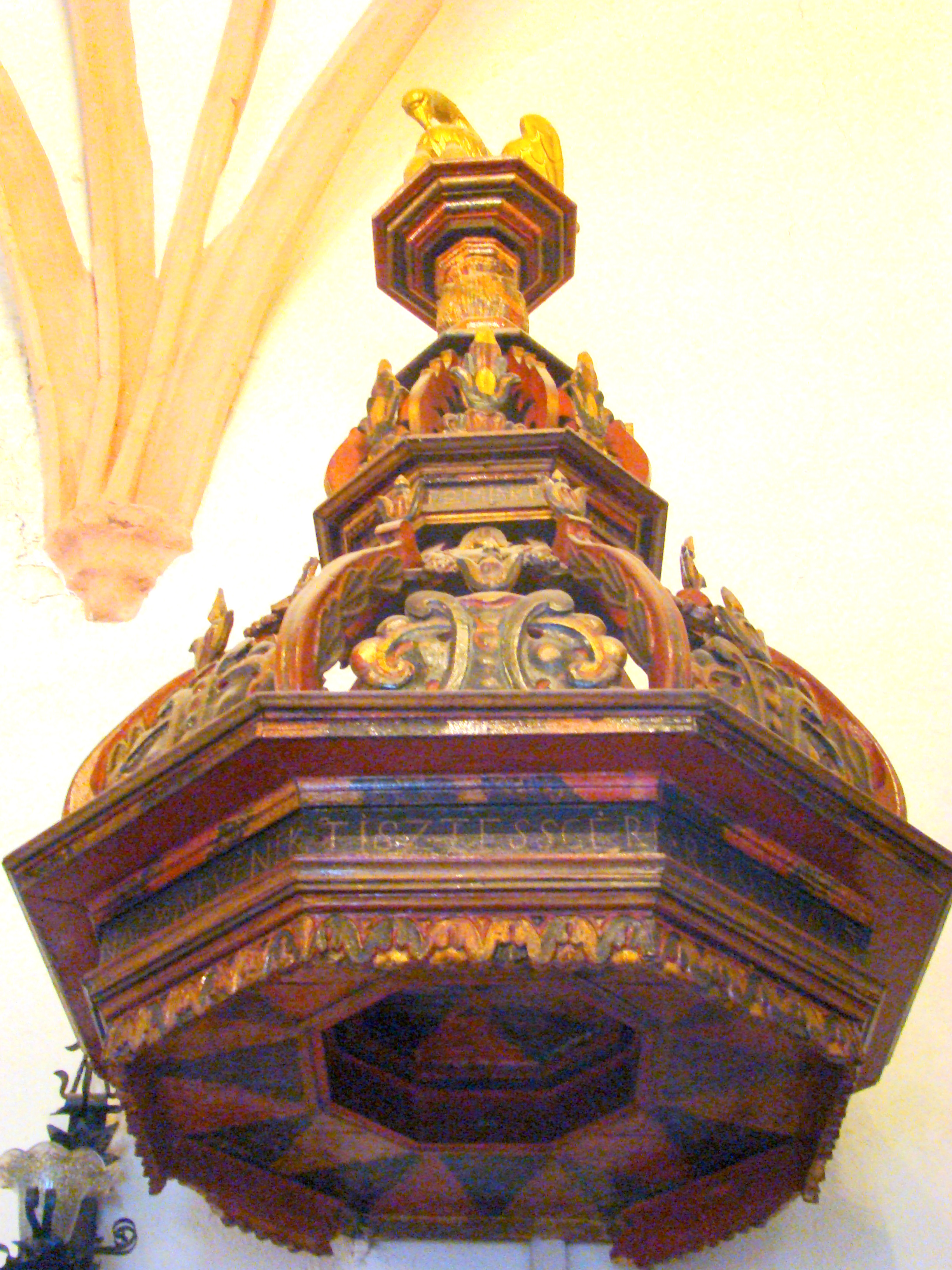
A szószékkorona
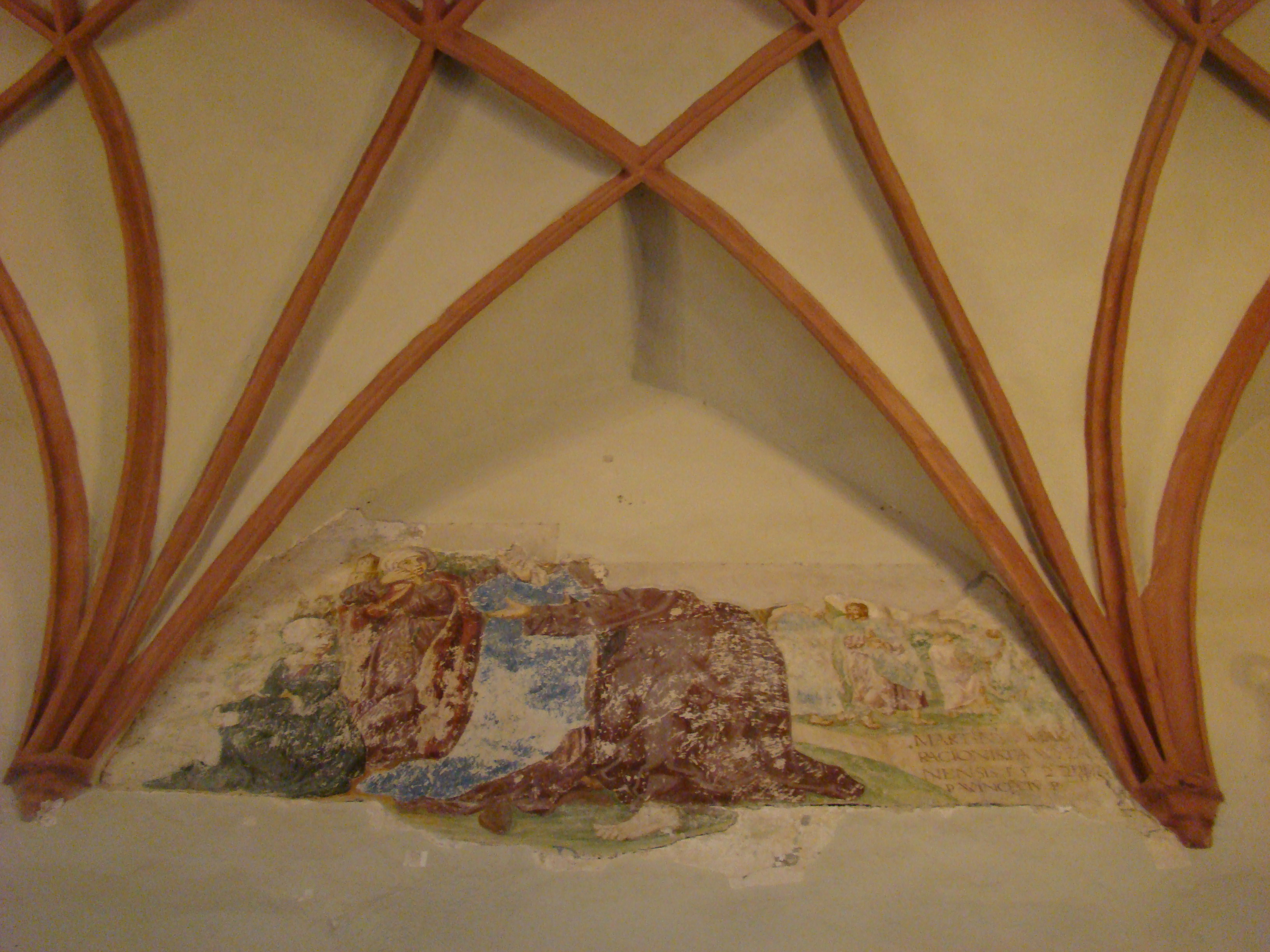
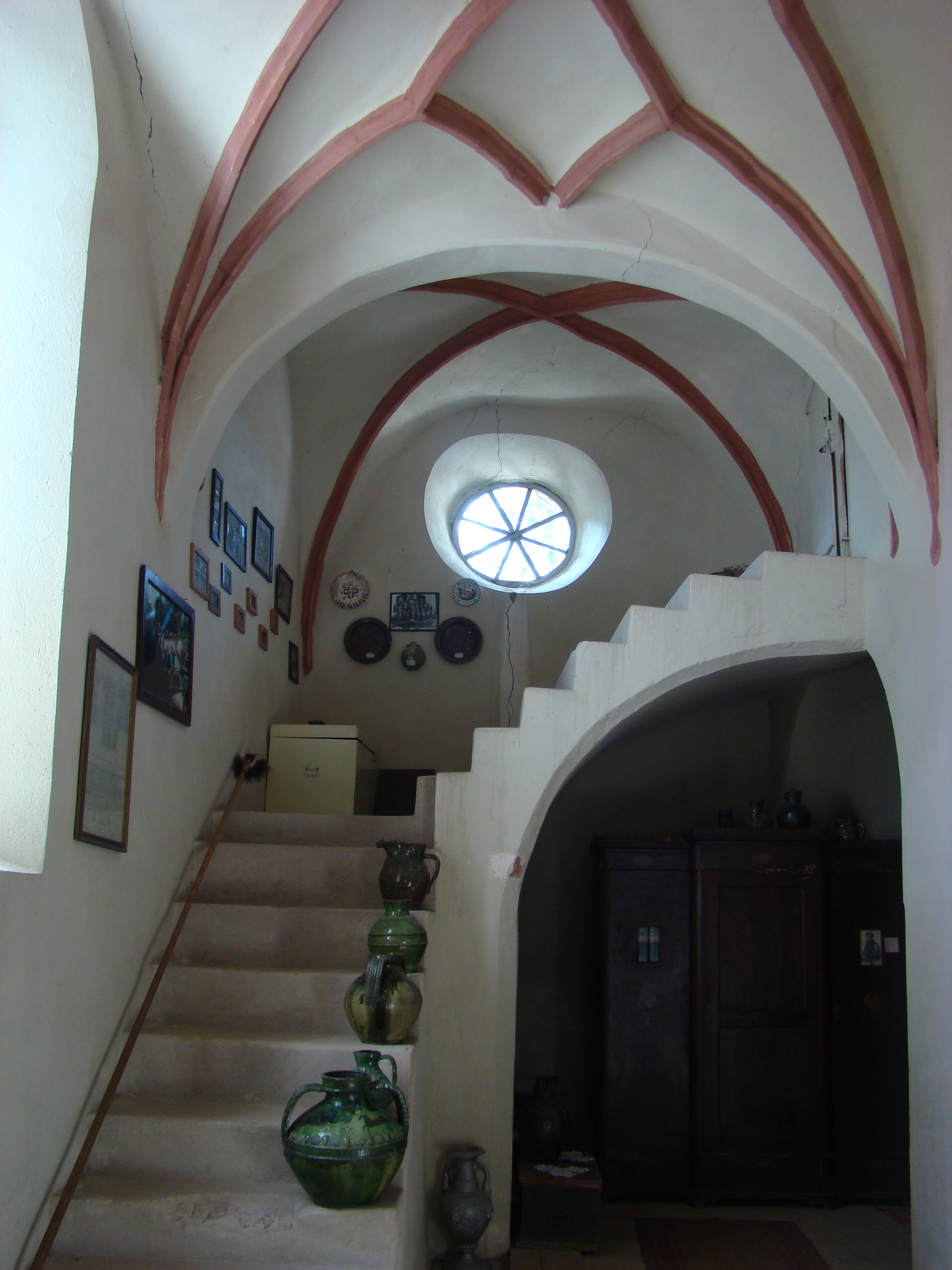
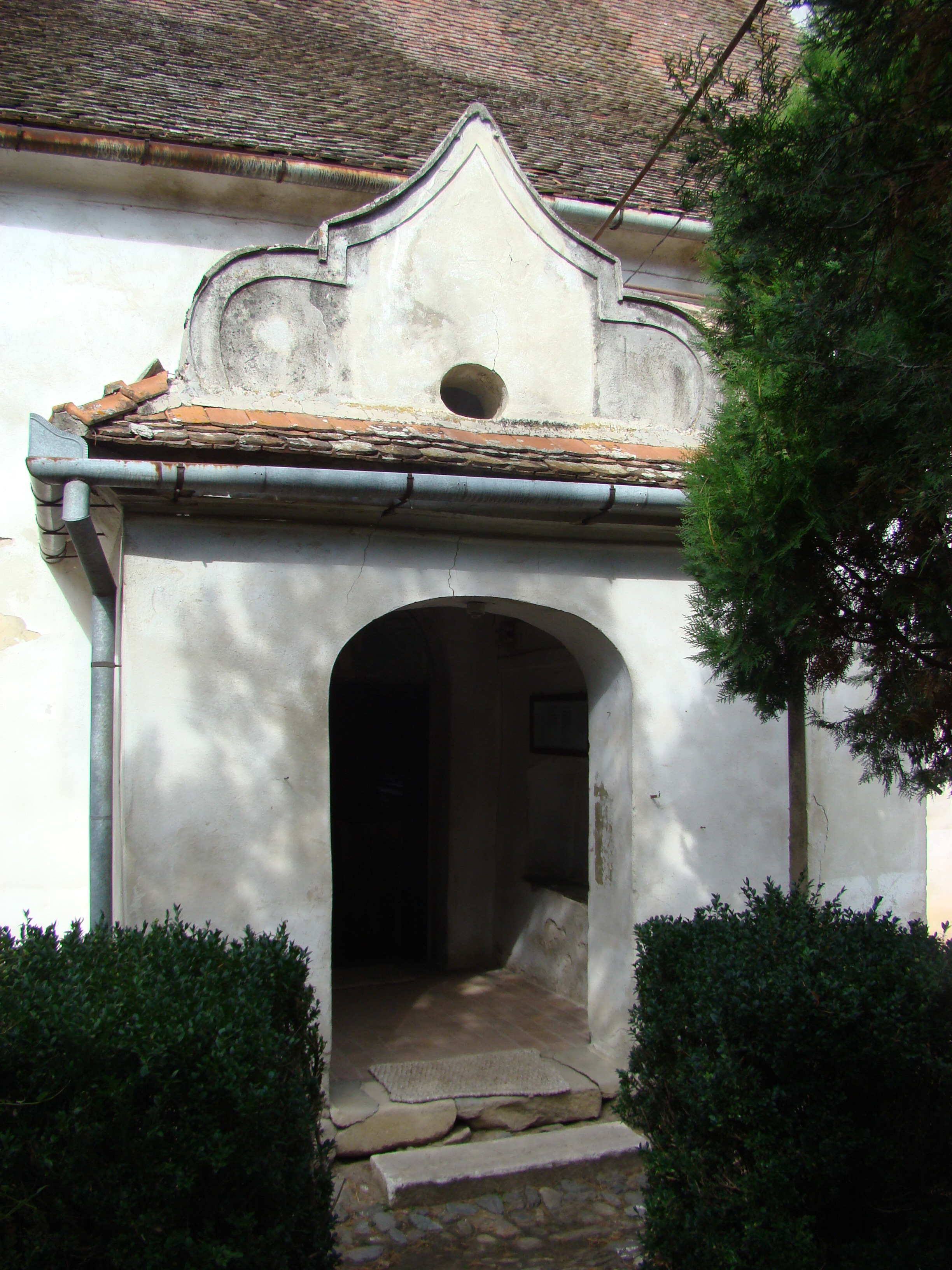
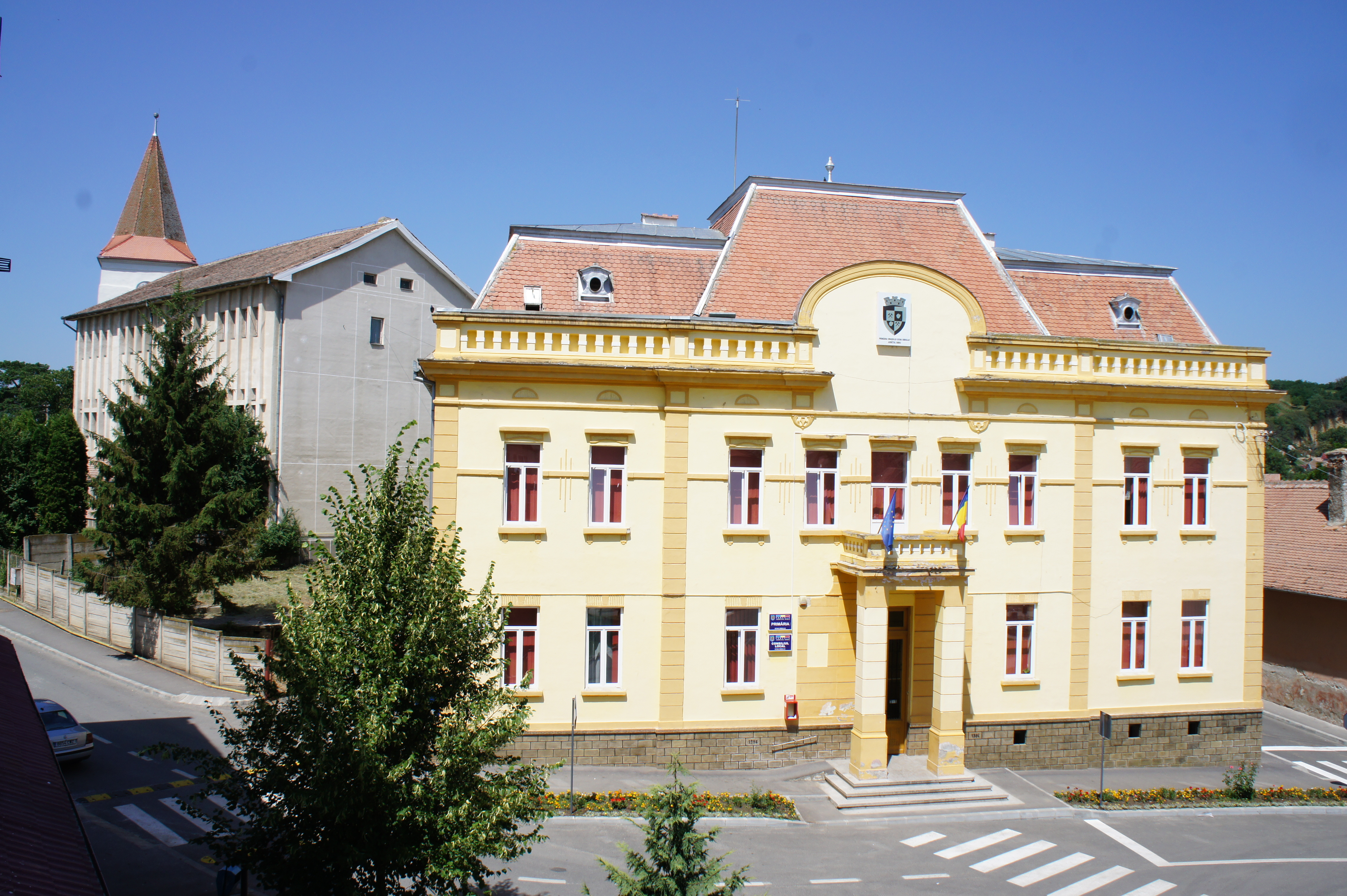
Városháza
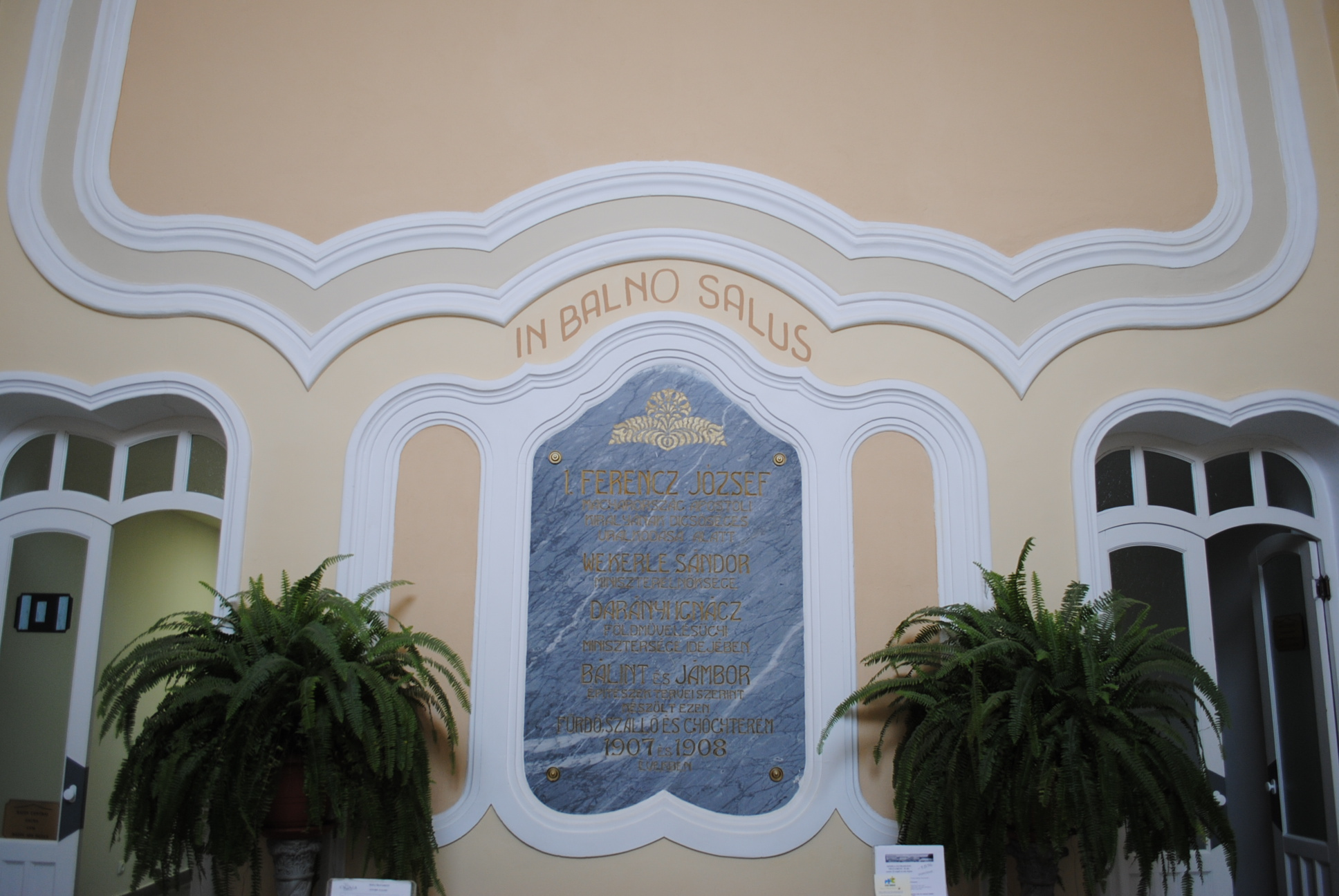
Részletek a fürdőszállóból
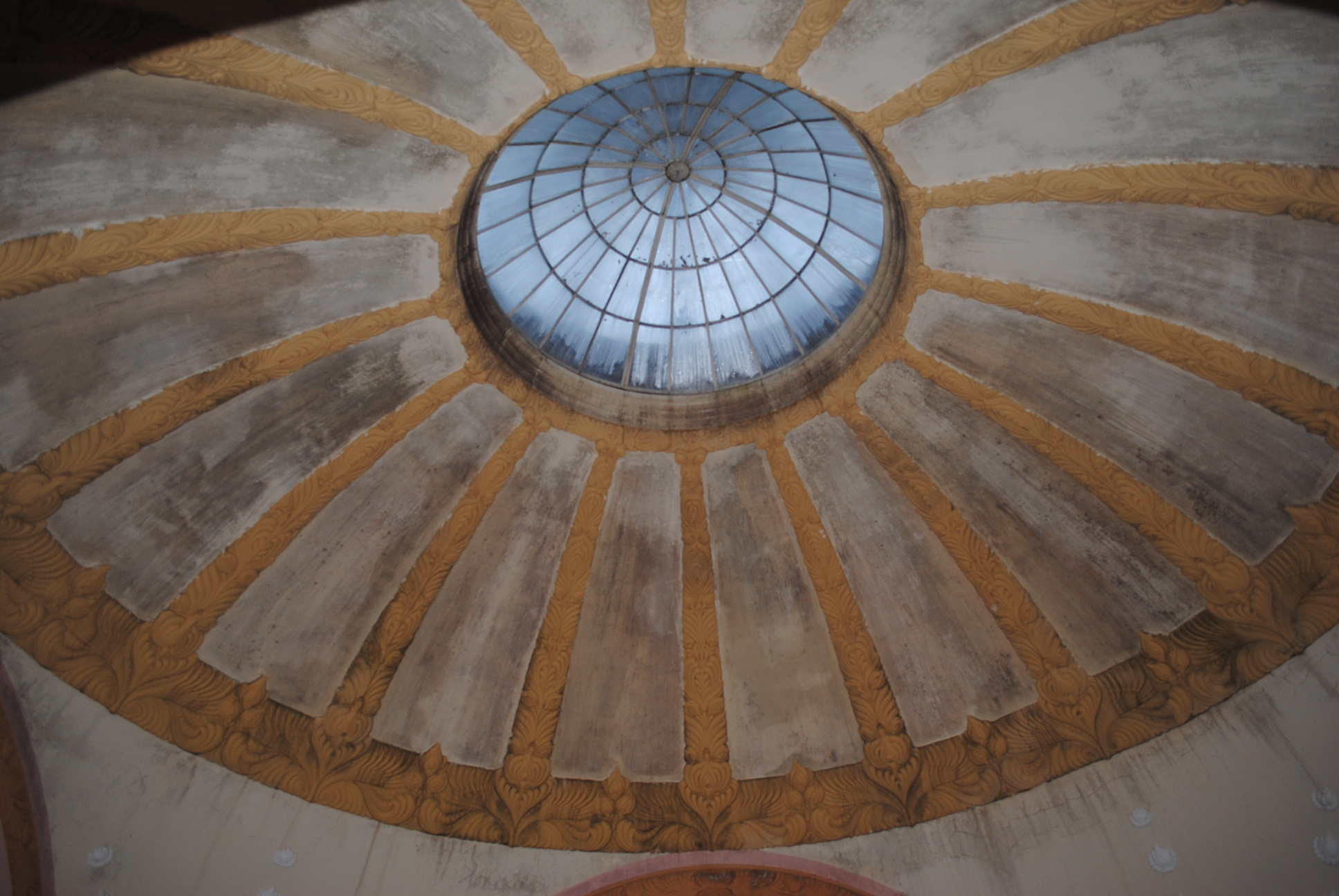
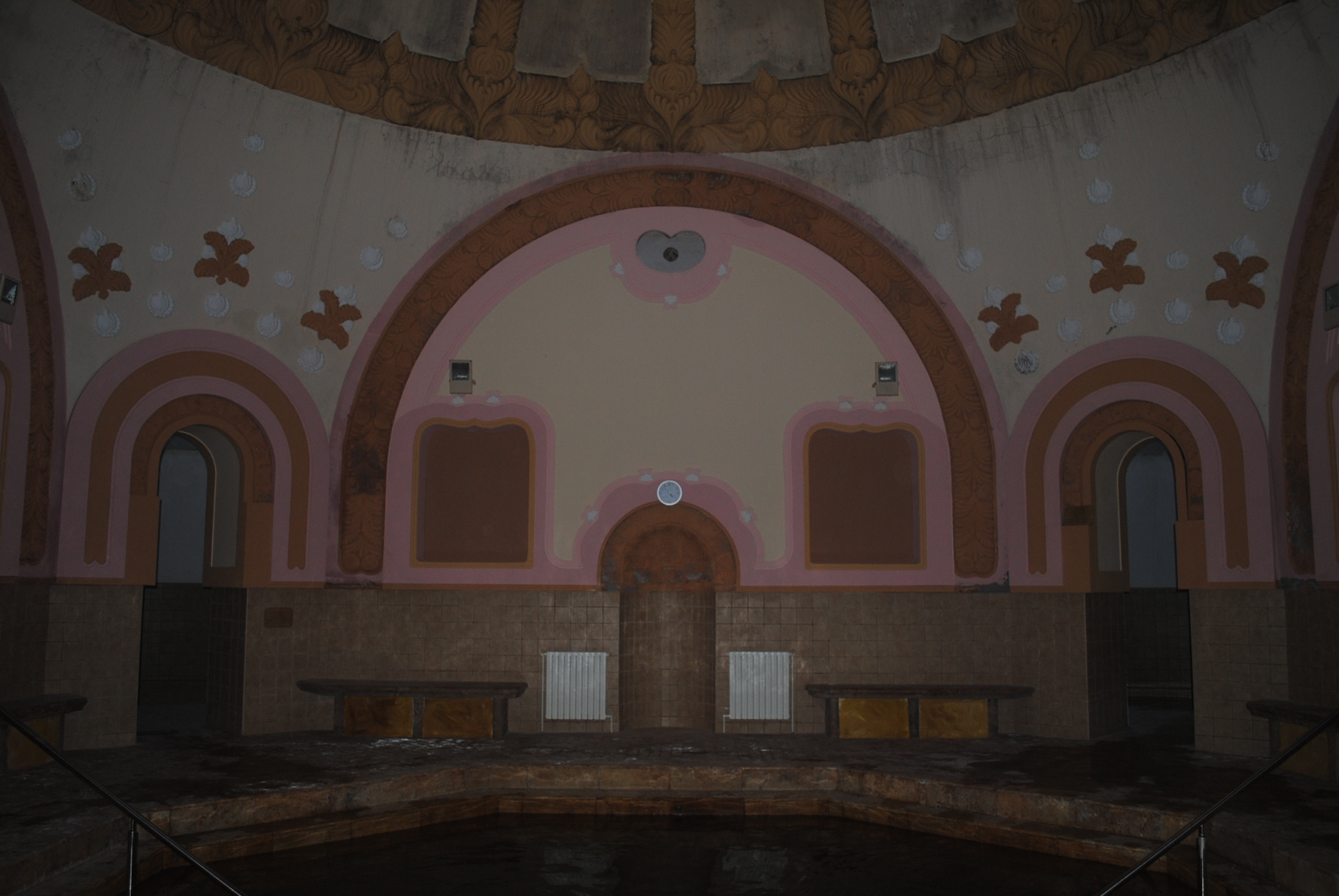
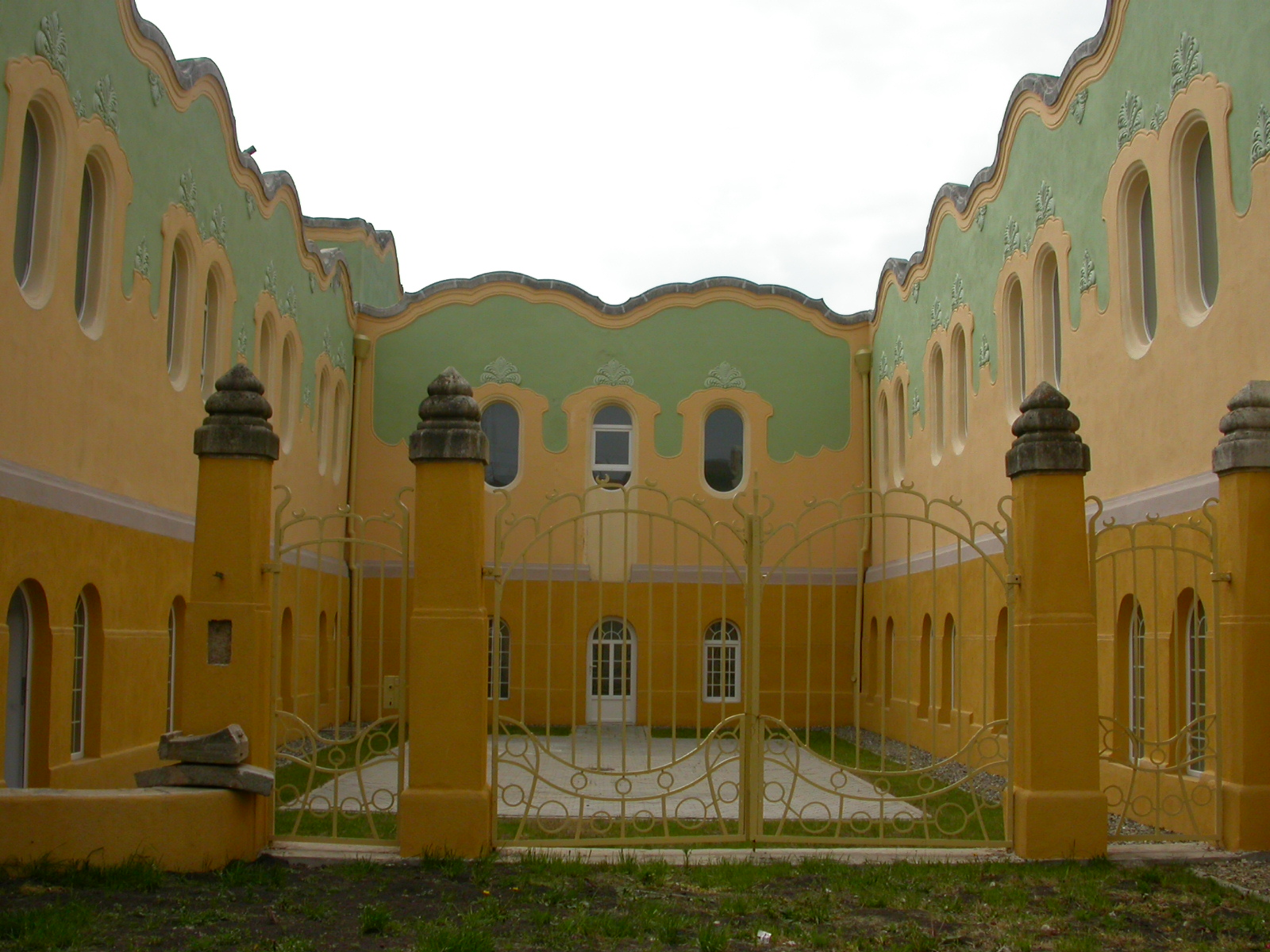
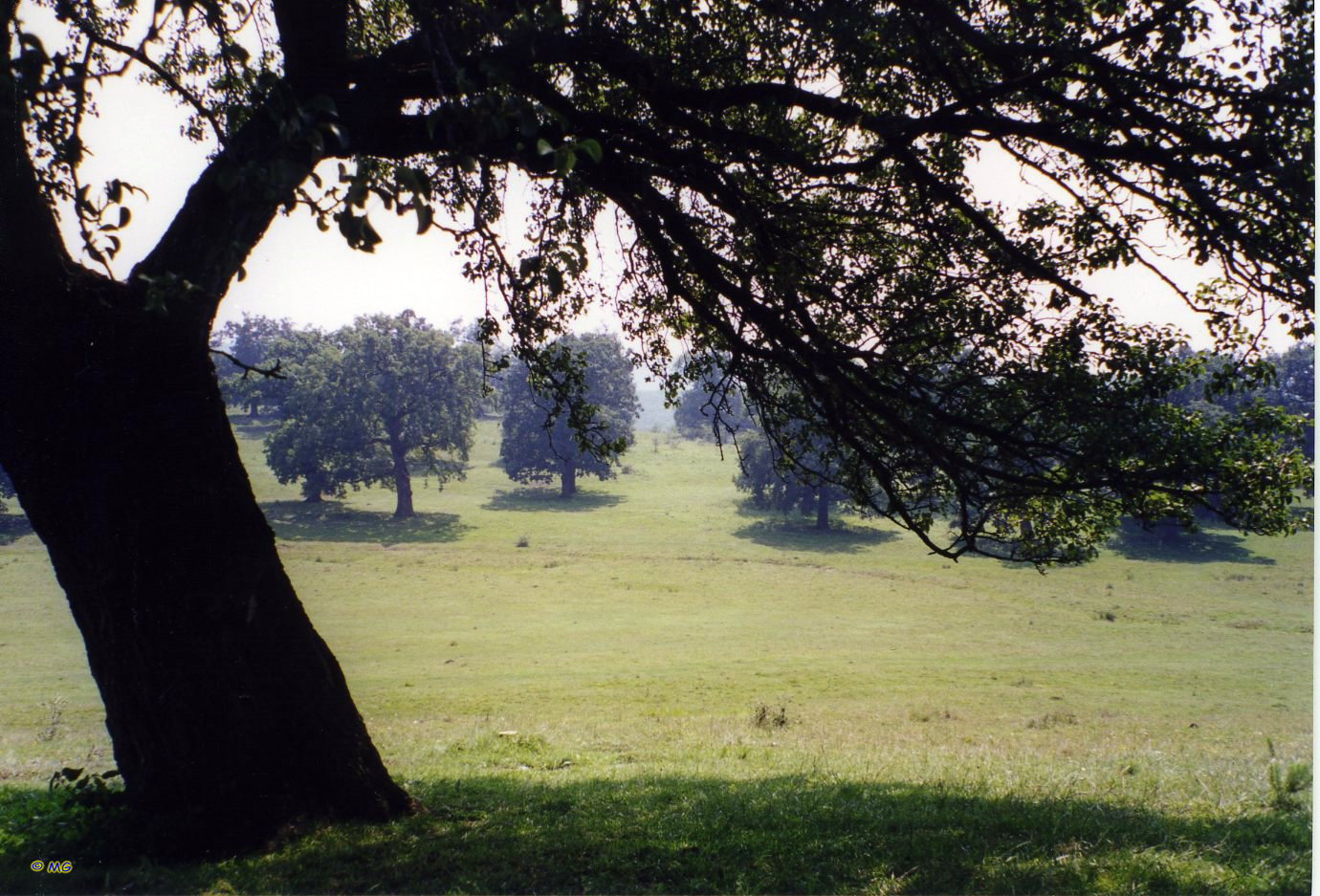
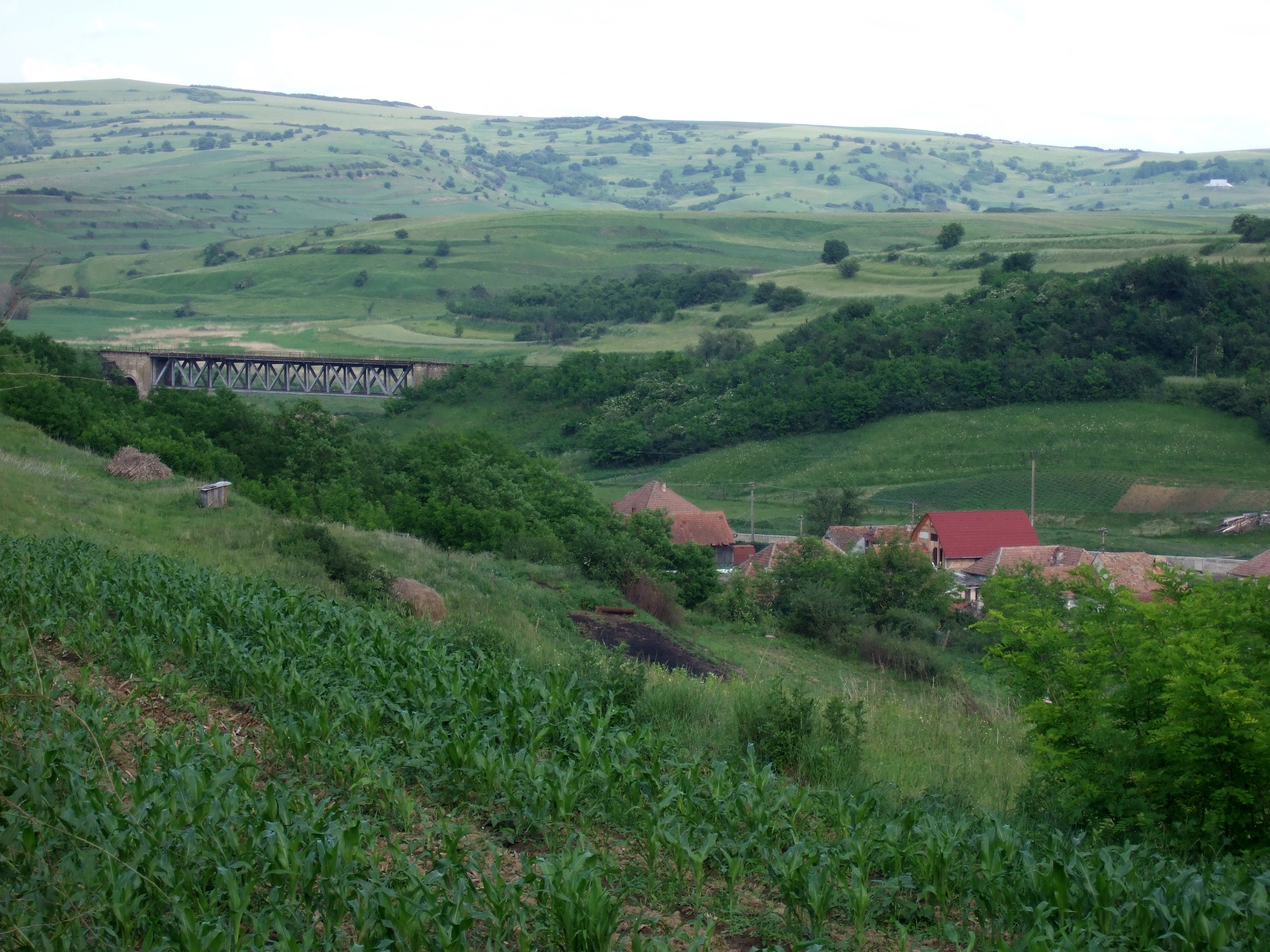
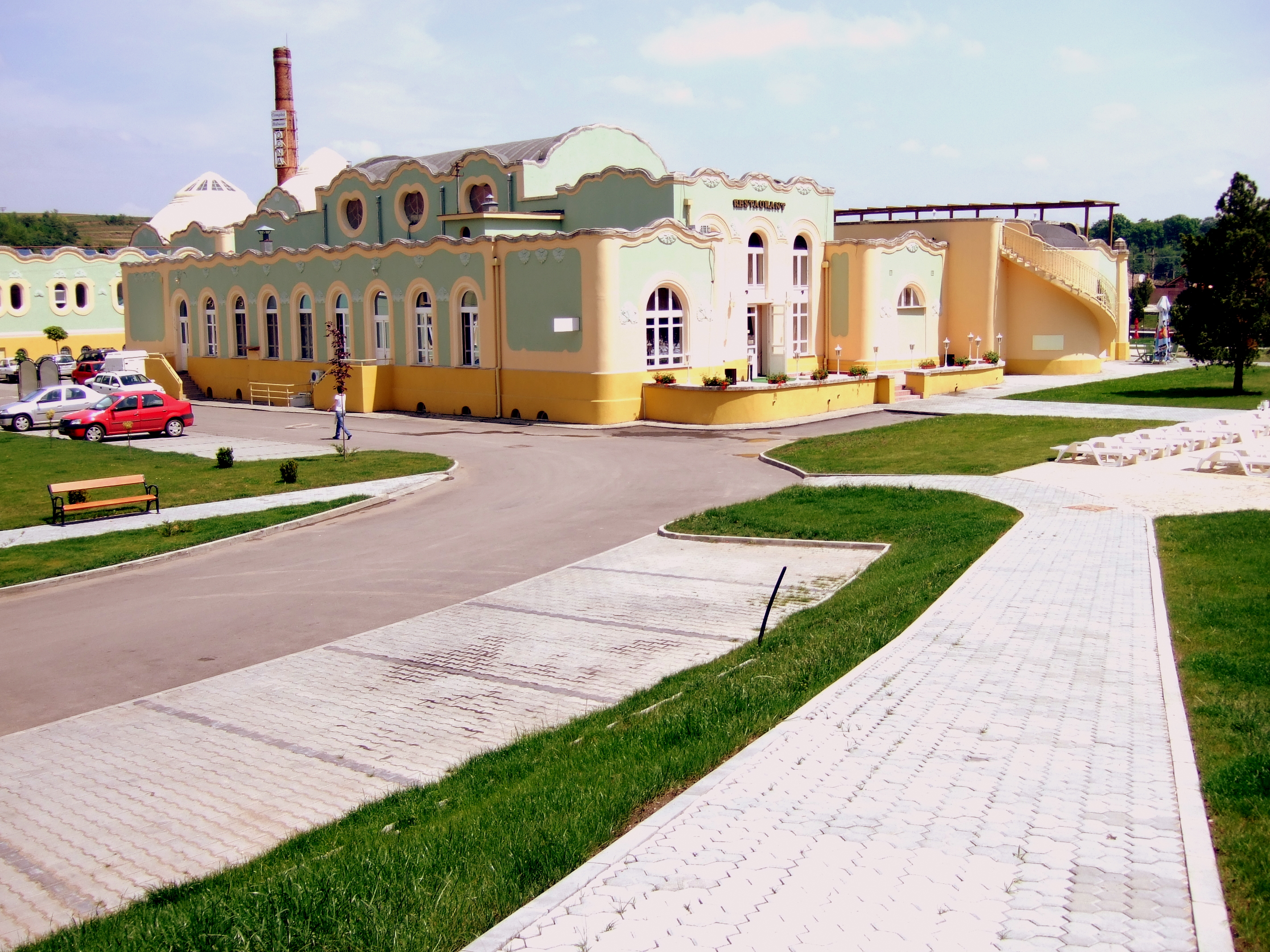
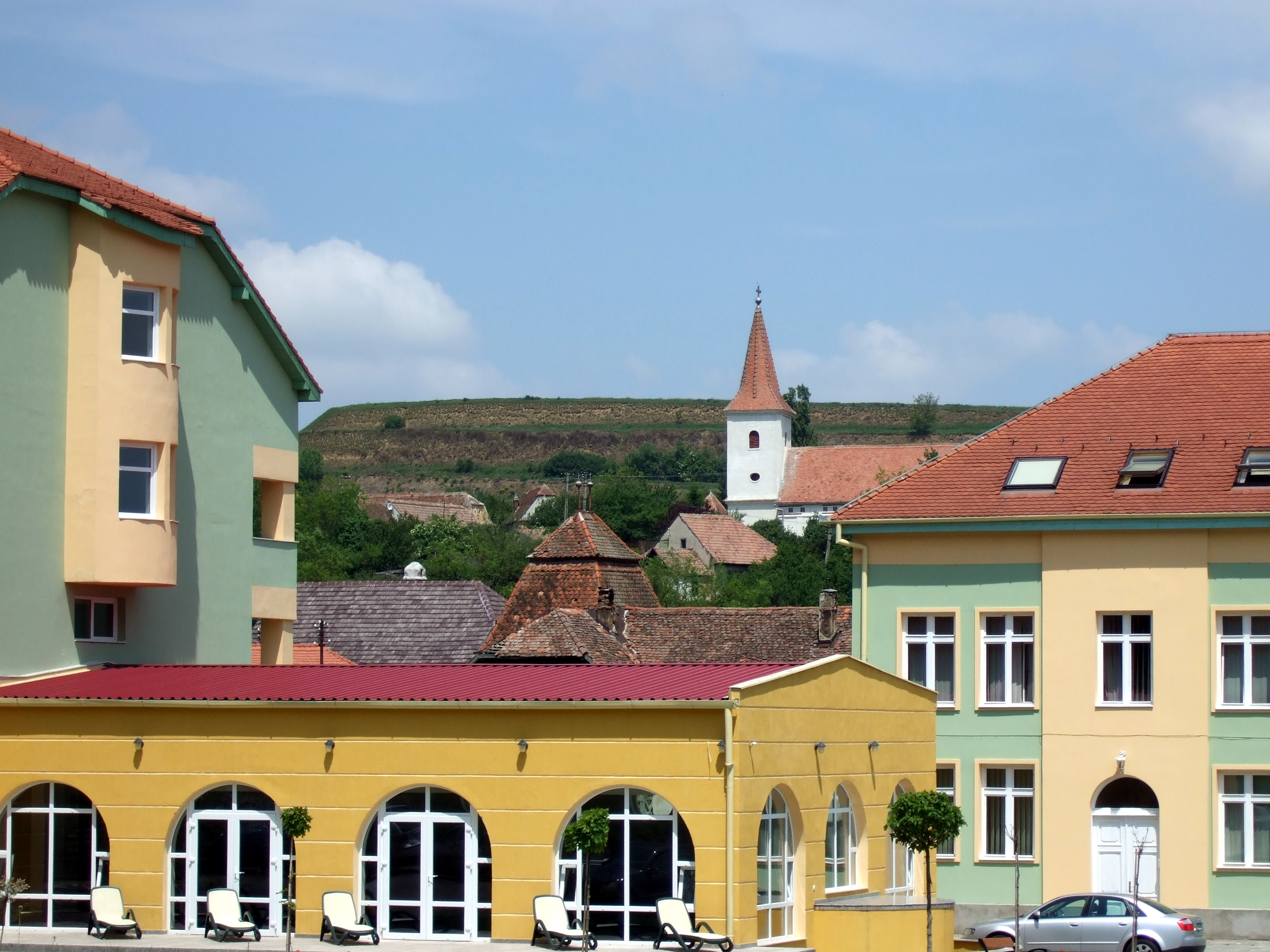
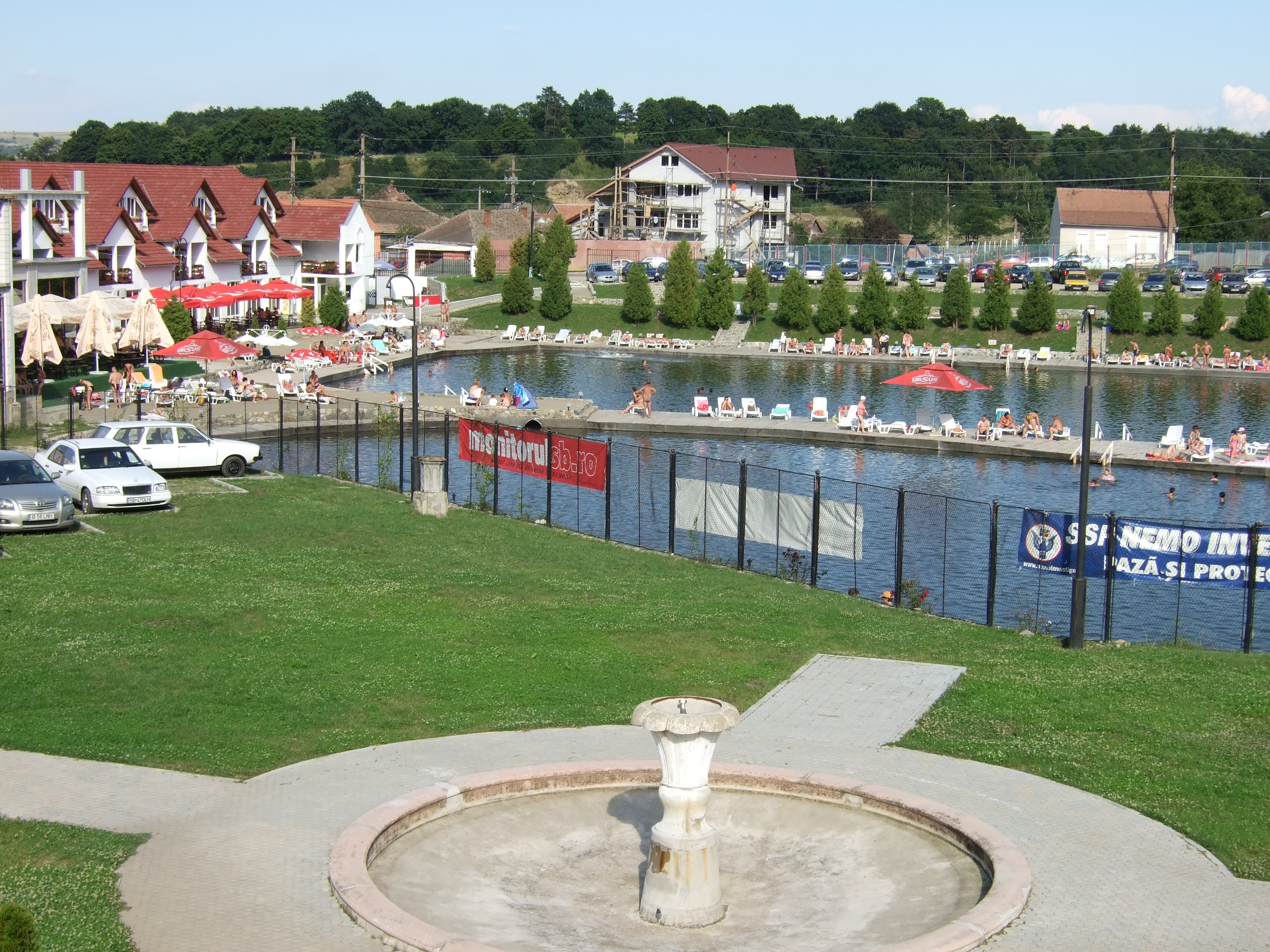
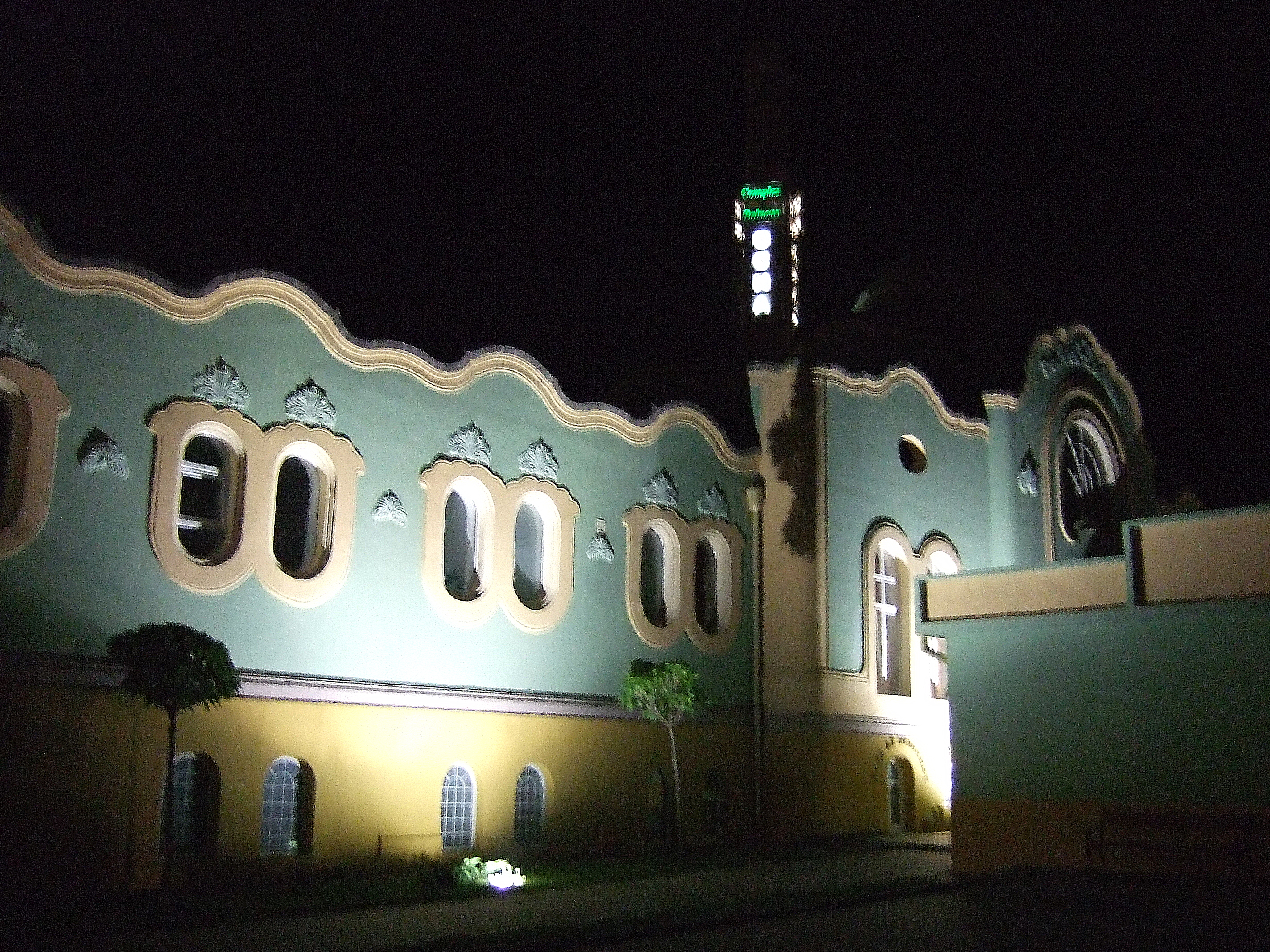
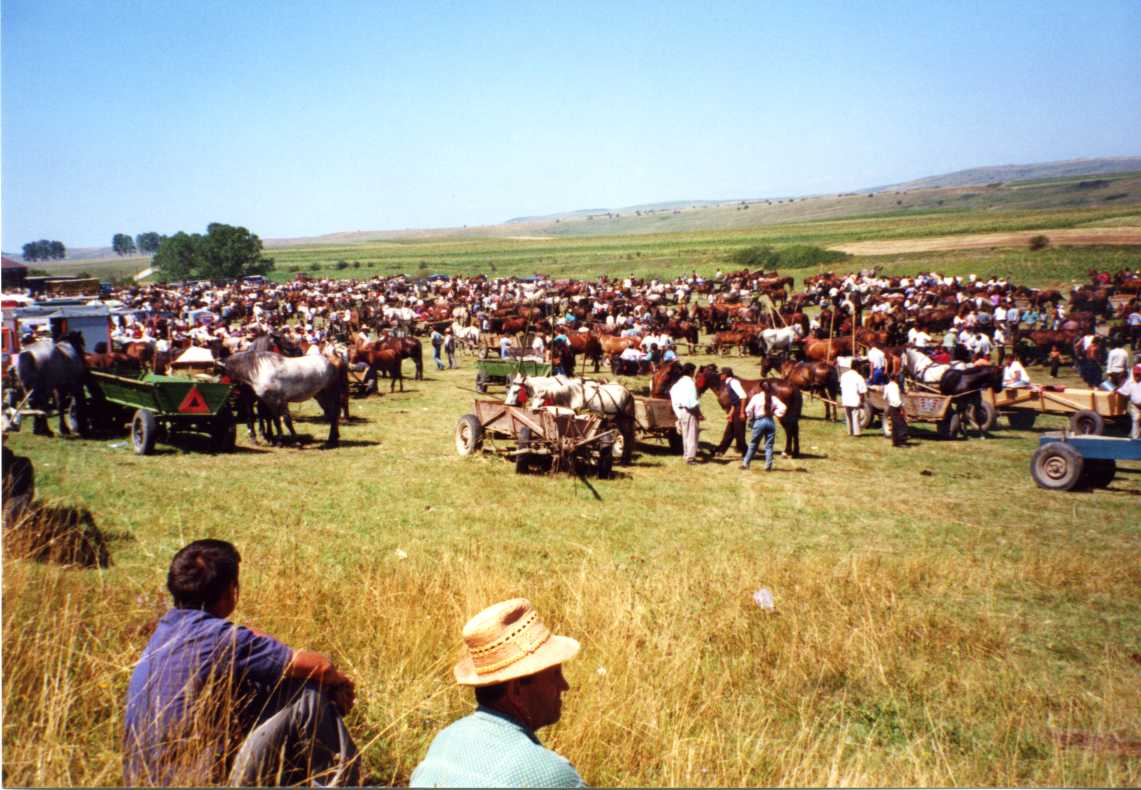